# Comuna Atid, Harghita
Atid (în maghiară Etéd) este o comună în județul Harghita, Transilvania, România, formată din satele Atid (reședința), Crișeni, Cușmed, Inlăceni și Șiclod.

## Demografie
Componența etnică a comunei Atid
     Maghiari (88,13%)
     Romi (1,31%)
     Alte etnii (0,27%)
     Necunoscută (10,29%)
Componența confesională a comunei Atid
     Reformați (44,68%)
     Unitarieni (16,27%)
     Romano-catolici (12,45%)
     Fără religie (10,56%)
     Adventiști (3,74%)
     Alte religii (1,73%)
     Necunoscută (10,56%)
Conform recensământului efectuat în 2021, populația comunei Atid se ridică la 2.594 de locuitori, în scădere față de recensământul anterior din 2011, când fuseseră înregistrați 2.705 locuitori. Majoritatea locuitorilor sunt maghiari (88,13%), cu o minoritate de romi (1,31%), iar pentru 10,29% nu se cunoaște apartenența etnică. Din punct de vedere confesional, cei mai mulți locuitori sunt reformați (44,68%), cu minorități de unitarieni (16,27%), romano-catolici (12,45%), fără religie (10,56%) și adventiști (3,74%), iar pentru 10,56% nu se cunoaște apartenența confesională.

## Politică și administrație
Comuna Atid este administrată de un primar și un consiliu local compus din 13 consilieri. Primarul, Pál Lőrinczi[*],  politician independent, este în funcție din 1 noiembrie 2024. Începând cu alegerile locale din 2024, consiliul local are următoarea componență pe partide politice:
|  | Partid                                 | Consilieri | Componența Consiliului | Componența Consiliului | Componența Consiliului | Componența Consiliului | Componența Consiliului | Componența Consiliului | Componența Consiliului | Componența Consiliului | Componența Consiliului | Componența Consiliului |
|  | -------------------------------------- | ---------- | ---------------------- | ---------------------- | ---------------------- | ---------------------- | ---------------------- | ---------------------- | ---------------------- | ---------------------- | ---------------------- | ---------------------- |
|  | Uniunea Democrată Maghiară din România | 10         |                        |                        |                        |                        |                        |                        |                        |                        |                        |                        |
|  | Partidul Social Democrat               | 2          |                        |                        |                        |                        |                        |                        |                        |                        |                        |                        |
|  | Lörinczi Pal                           | 1          |                        |                        |                        |                        |                        |                        |                        |                        |                        |                        |

## Vezi și
- Biserica reformată din Atid
- Biserica reformată din Cușmed
- Biserica unitariană din Inlăceni
- Muzeul pălăriilor de paie din Crișeni
- Biserica reformată din Crișeni
- Dealurile Târnavelor și Valea Nirajului
- Dealurile Târnavei Mici - Bicheș (sit de importanță comunitară)

## Imagini

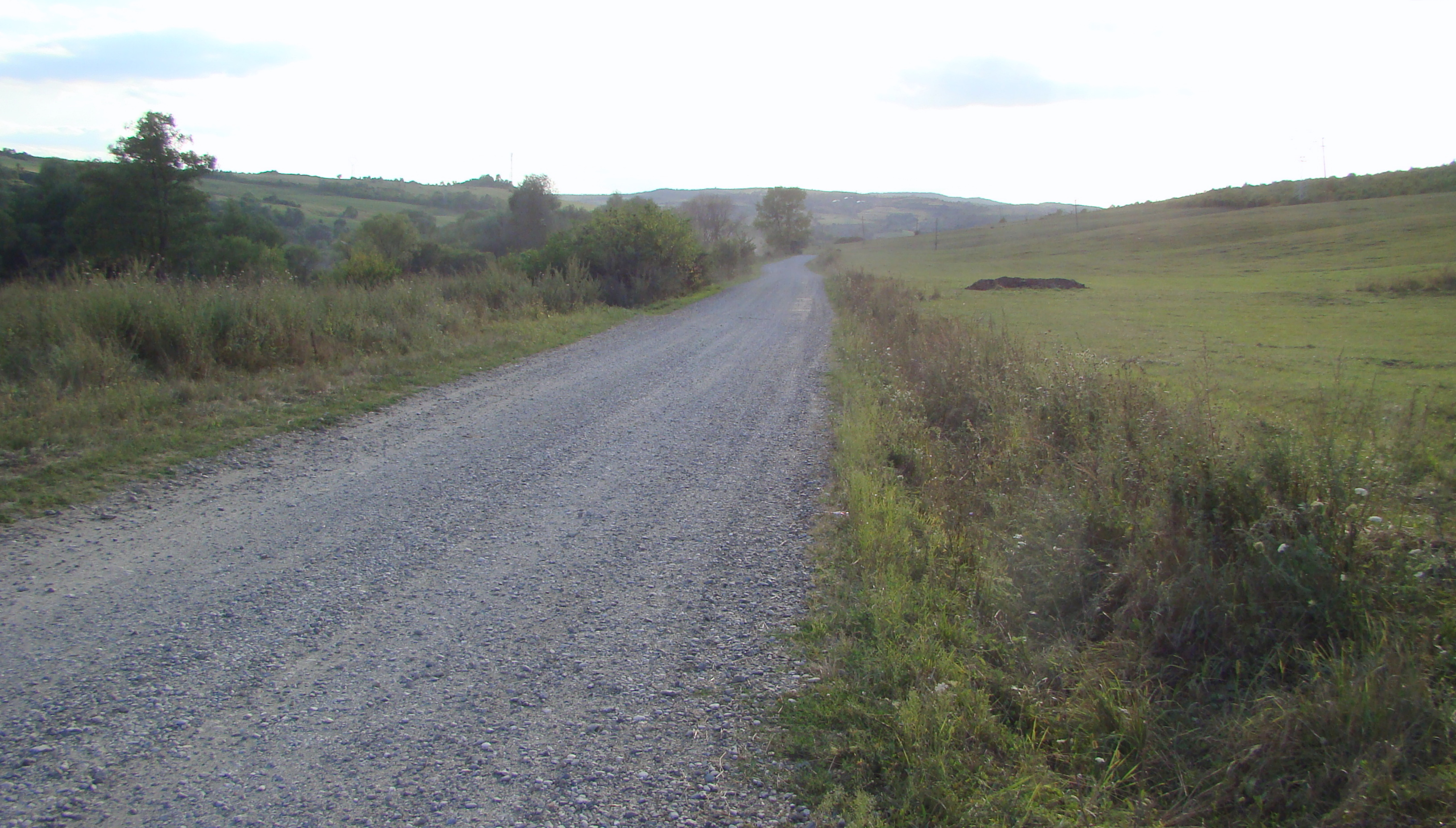
Drumul Atia-Atid
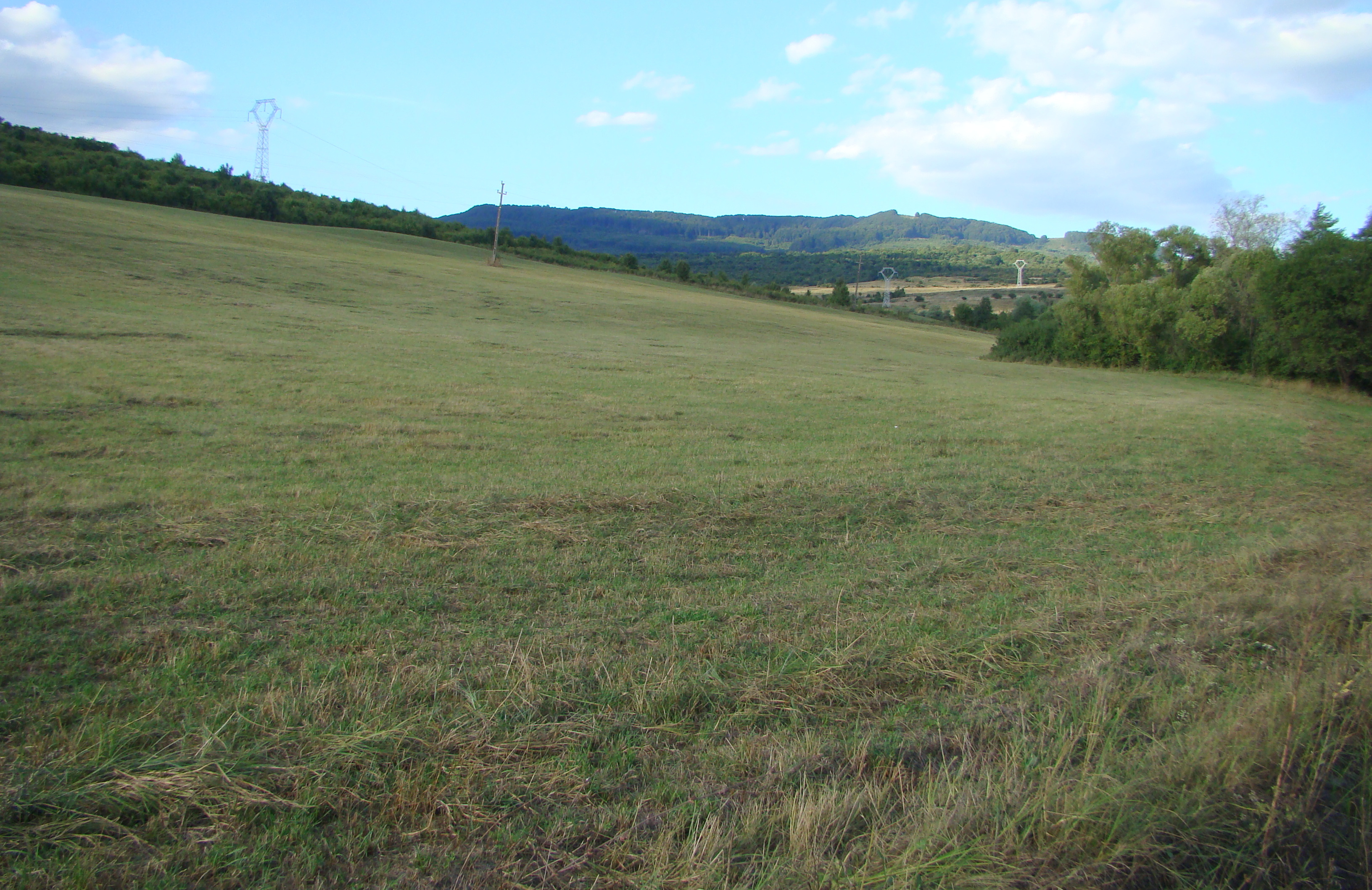
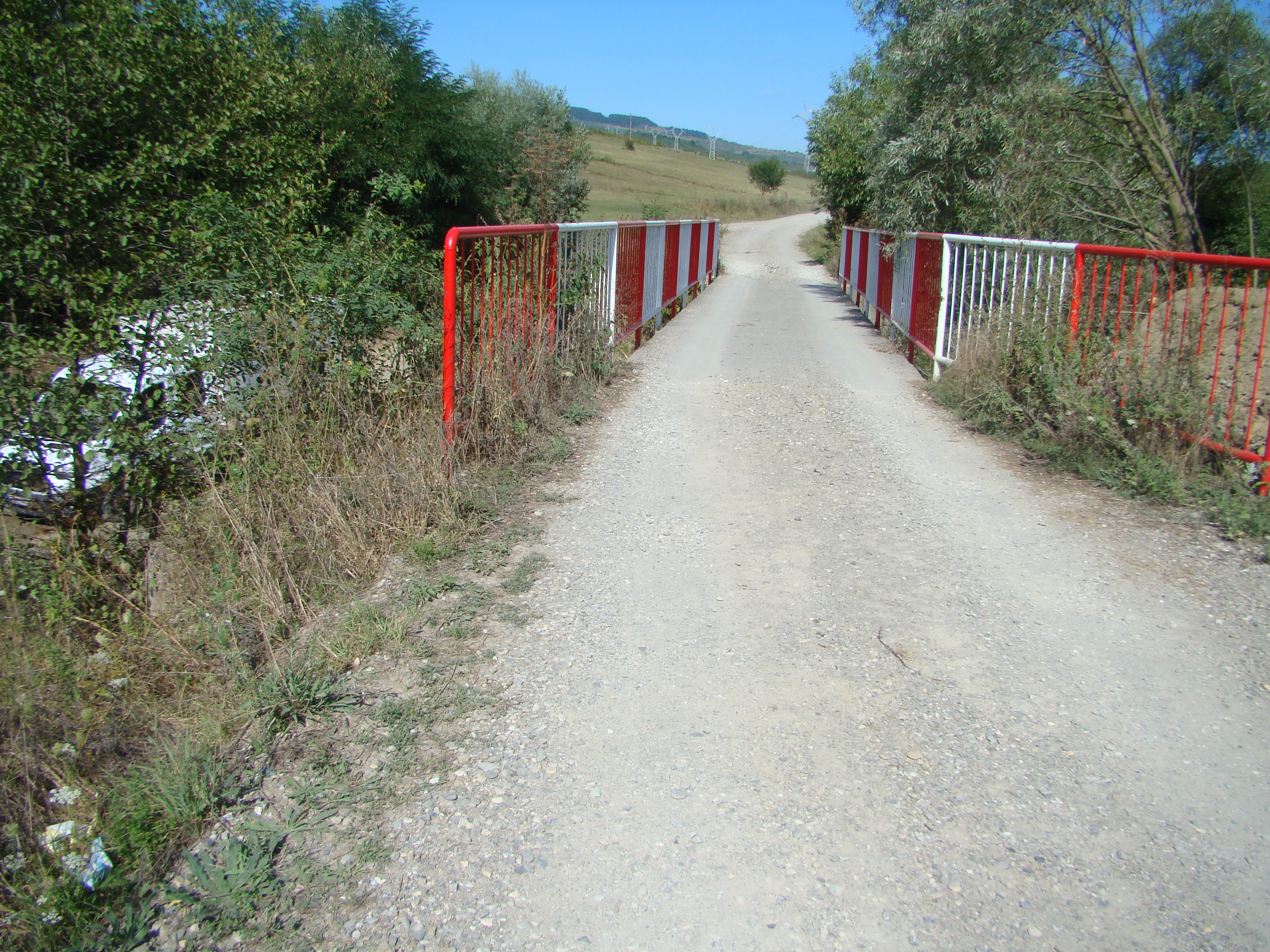
Podul peste râul Cușmed; mașinile mari trec prin albia râului
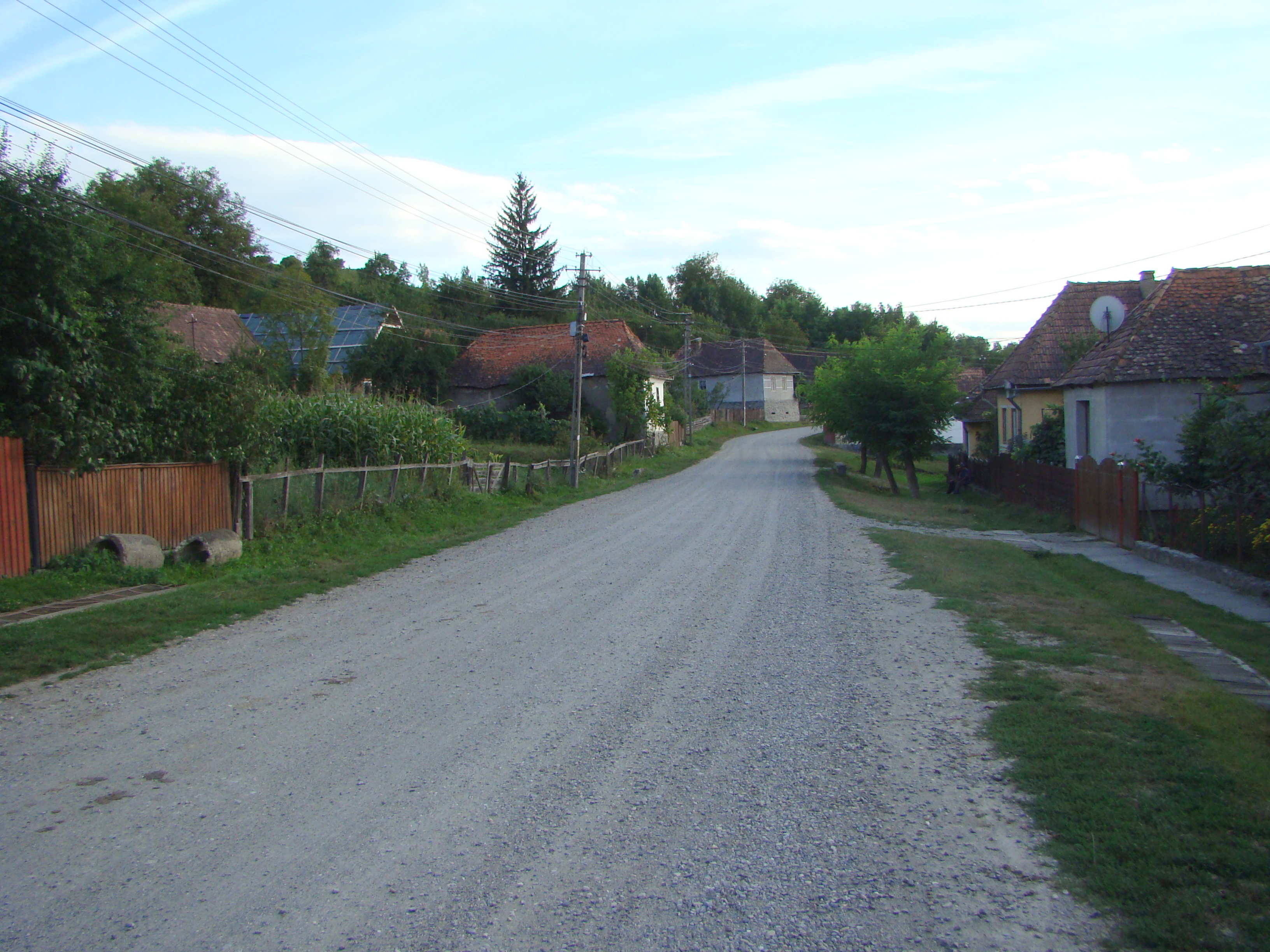
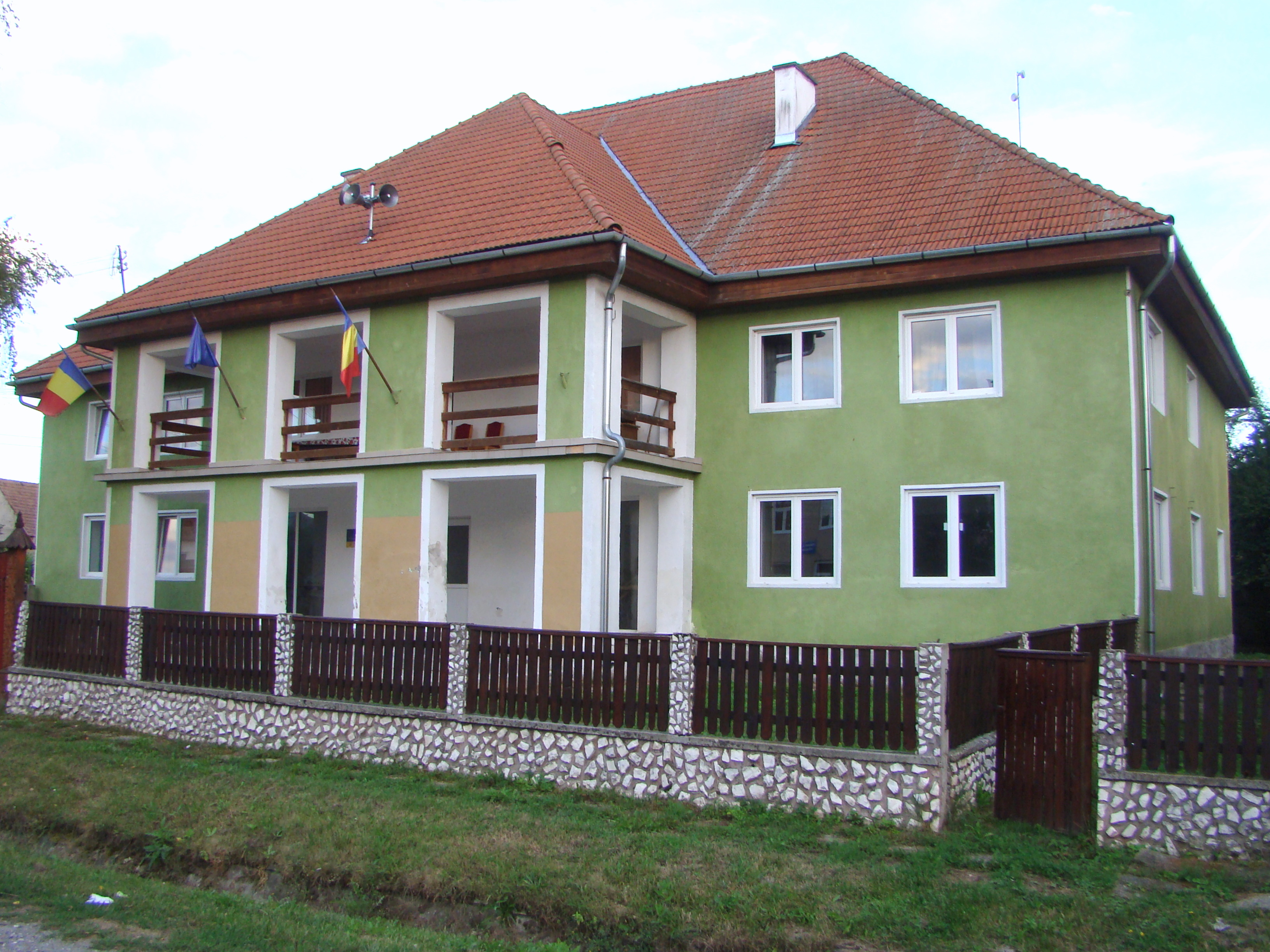
Primăria comunei Atid
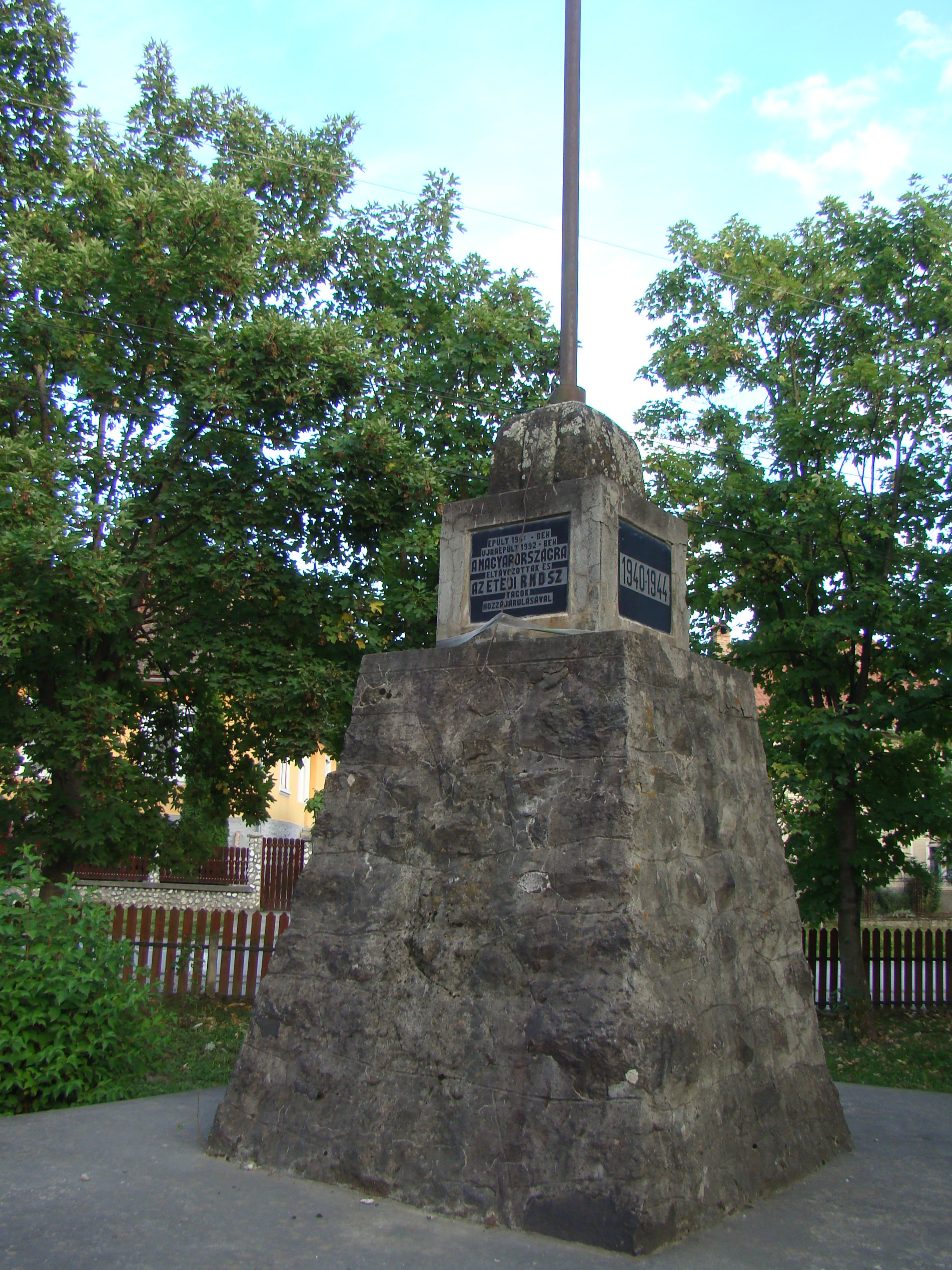
Monumentul din parcul localității
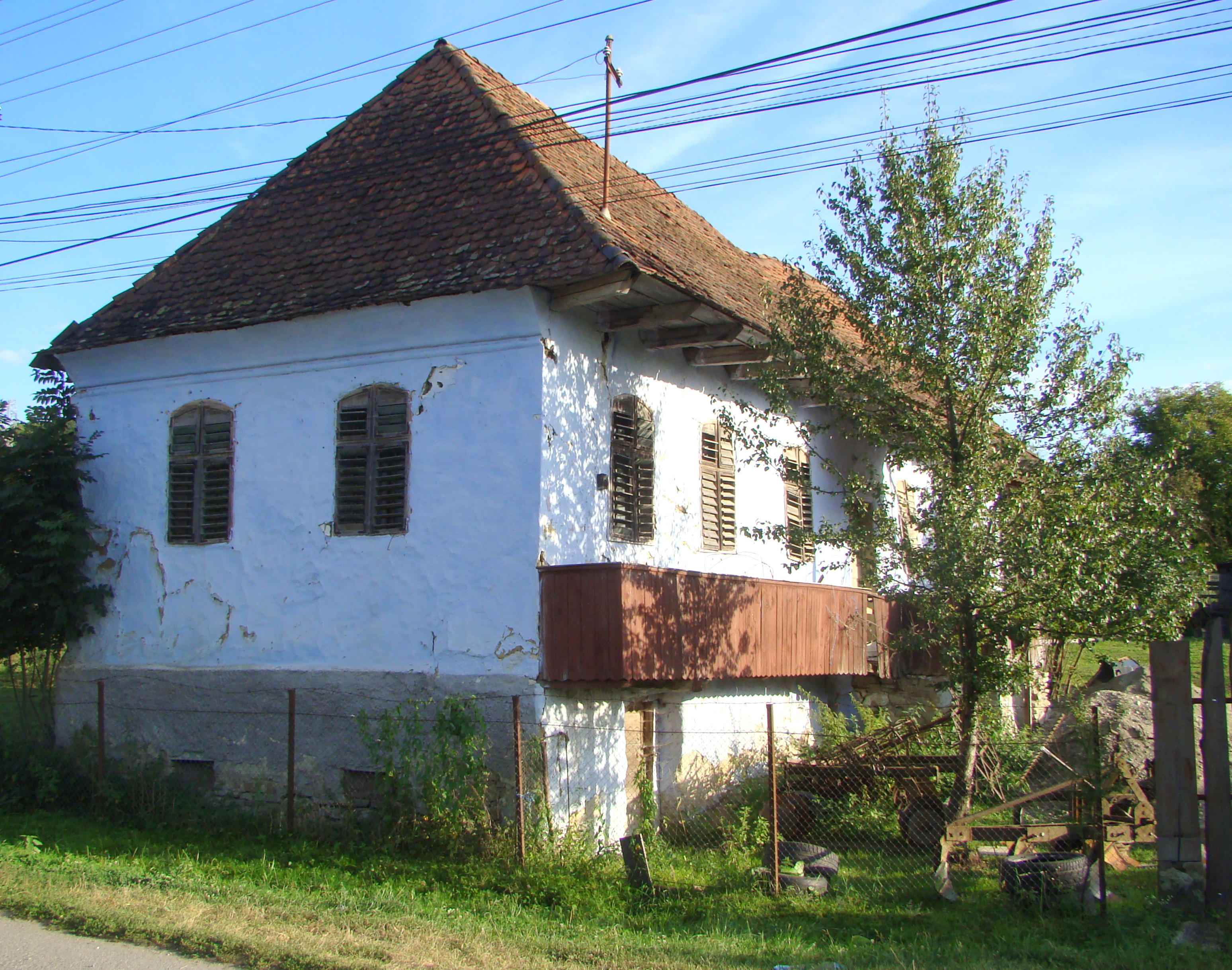
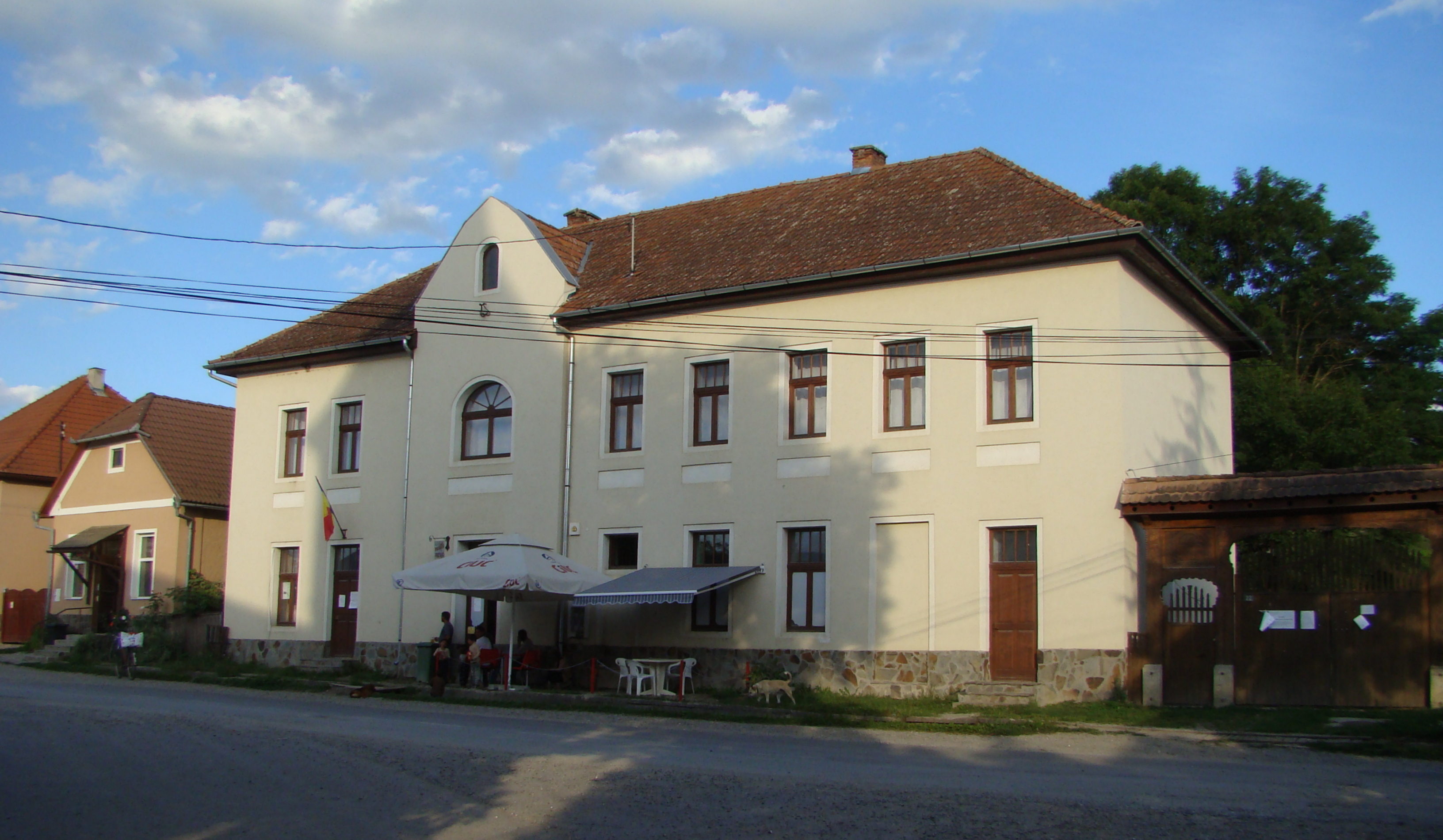
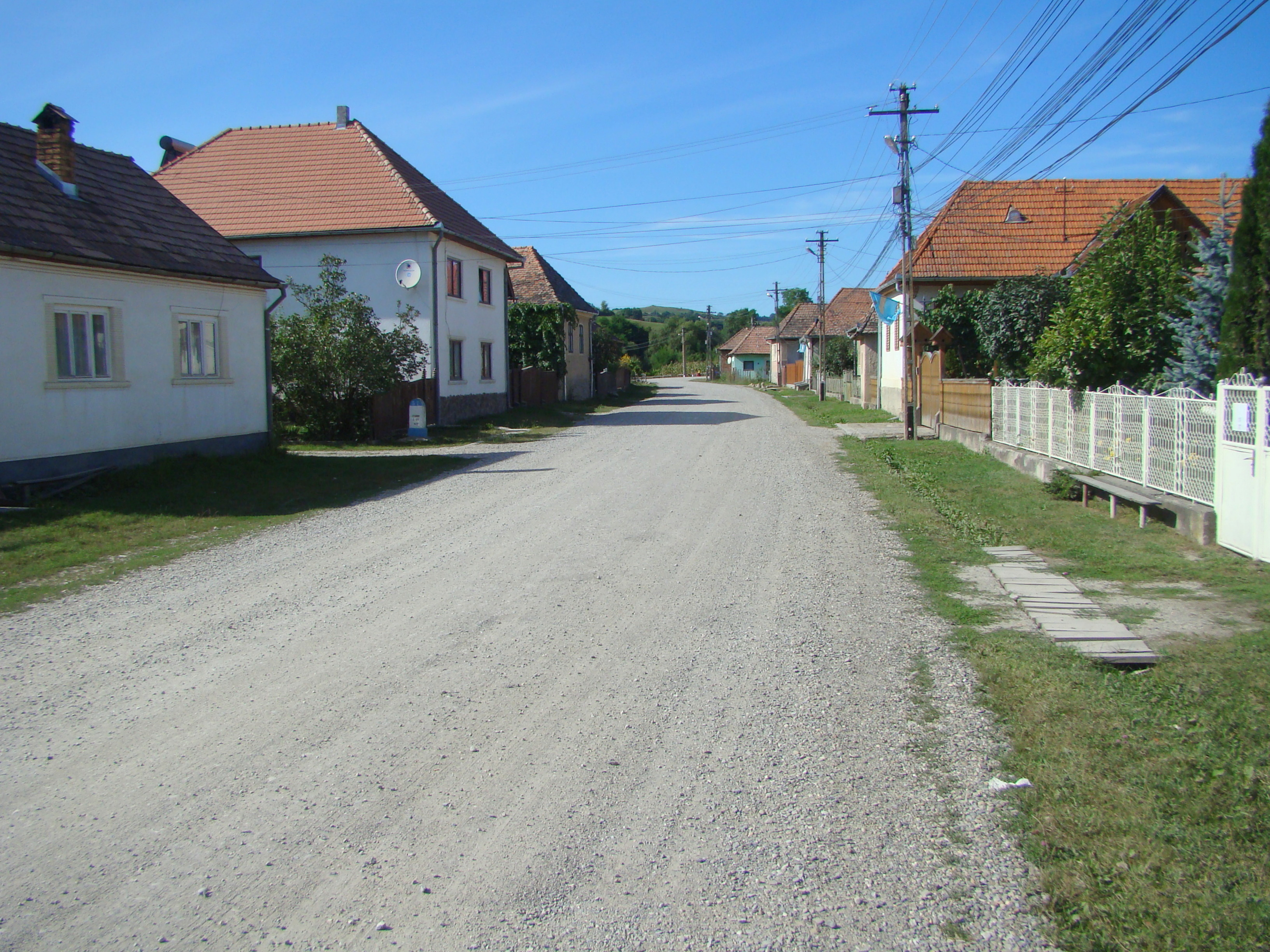
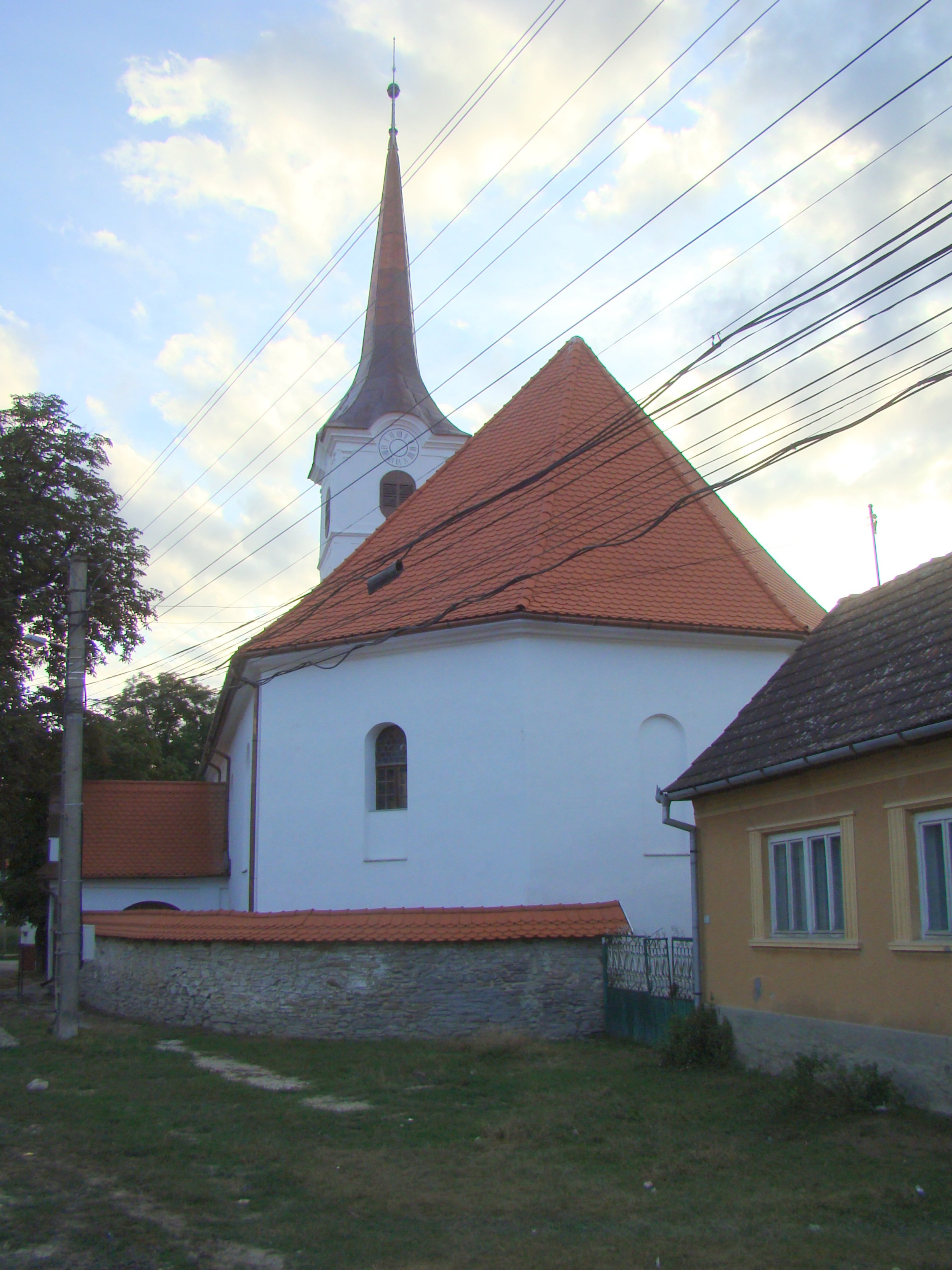
Biserica reformată (monument istoric)
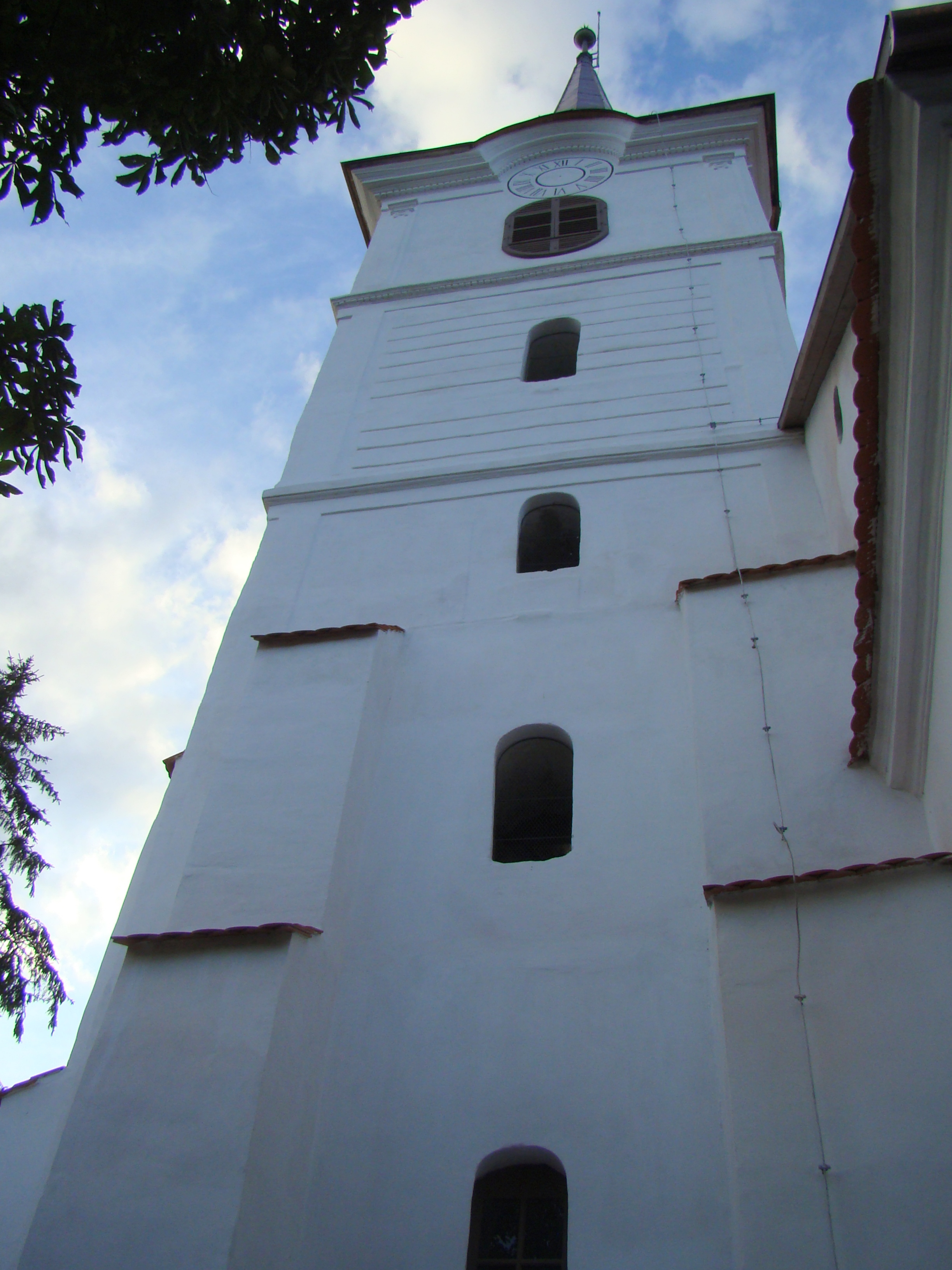
Turnul
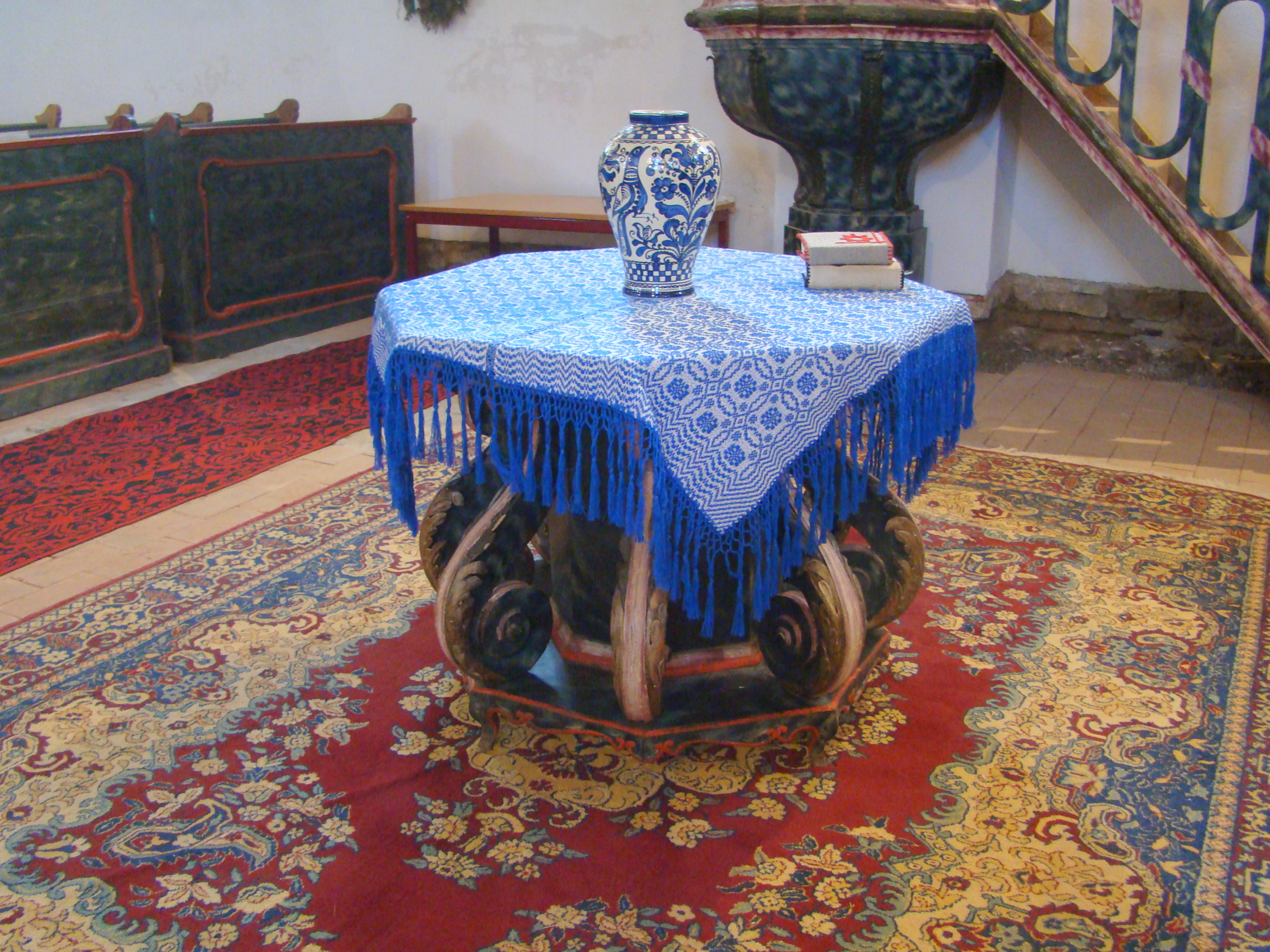
Masa Domnului
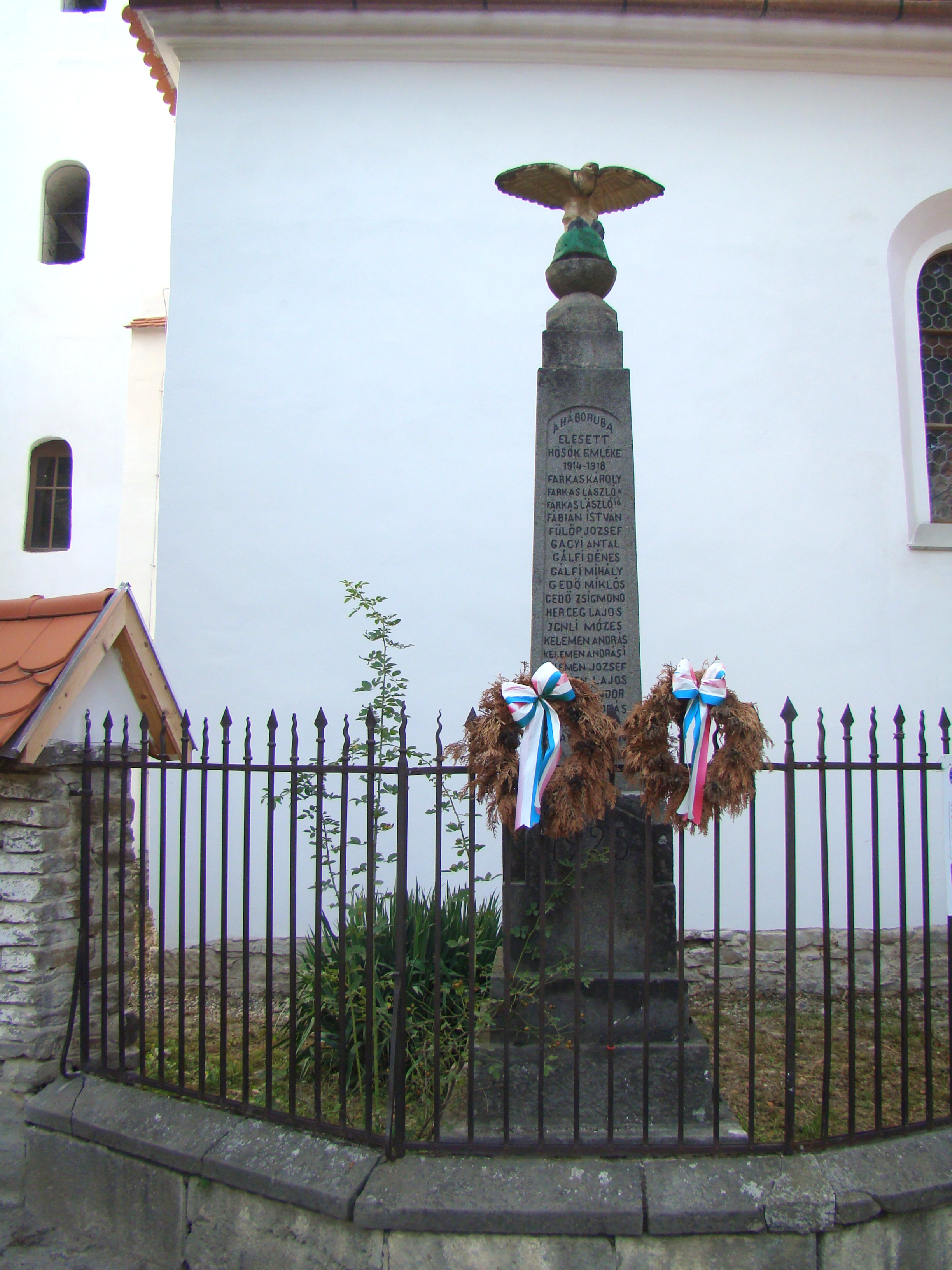
Monumentul eroilor
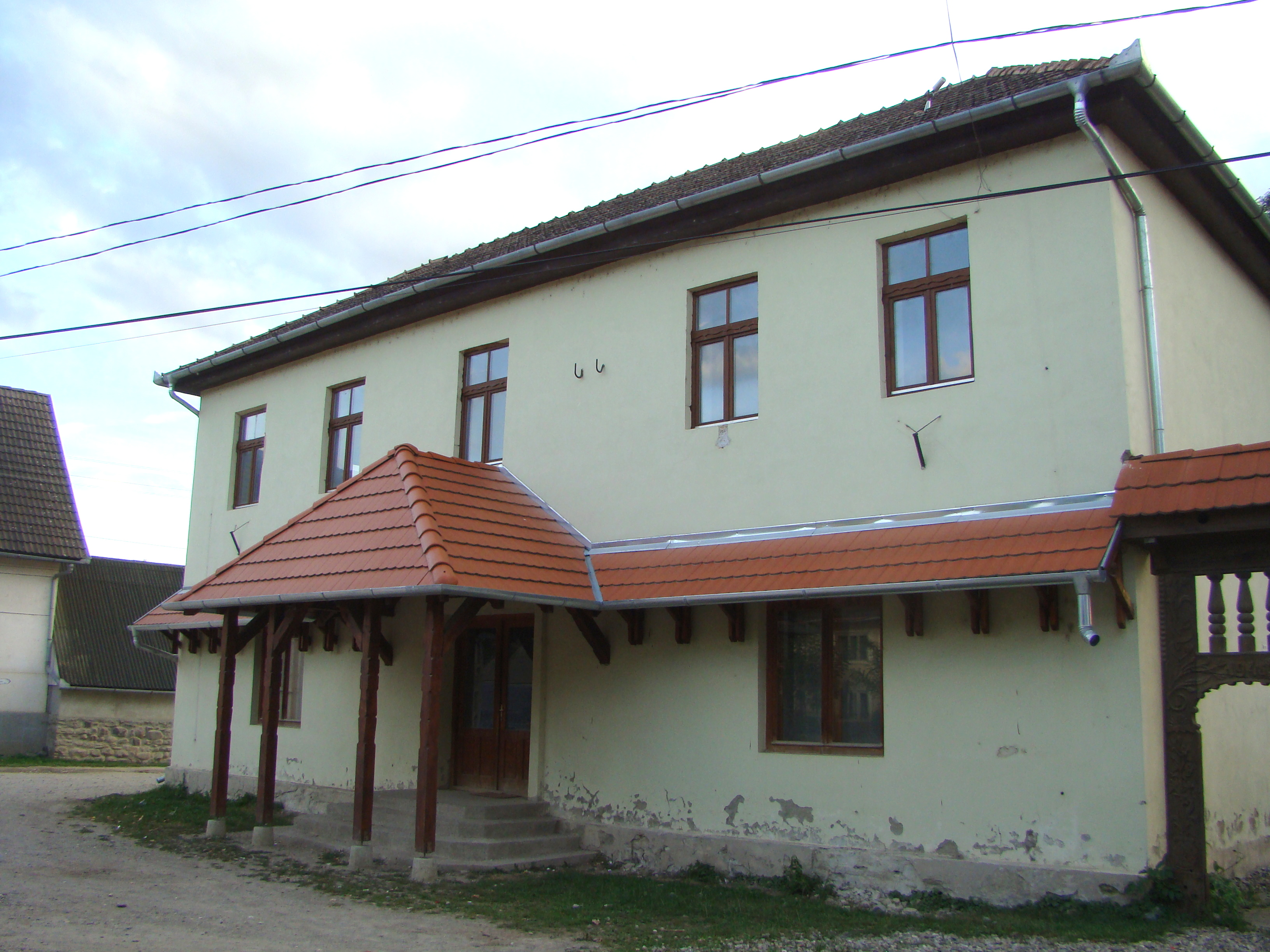
Casa de rugăciune reformată
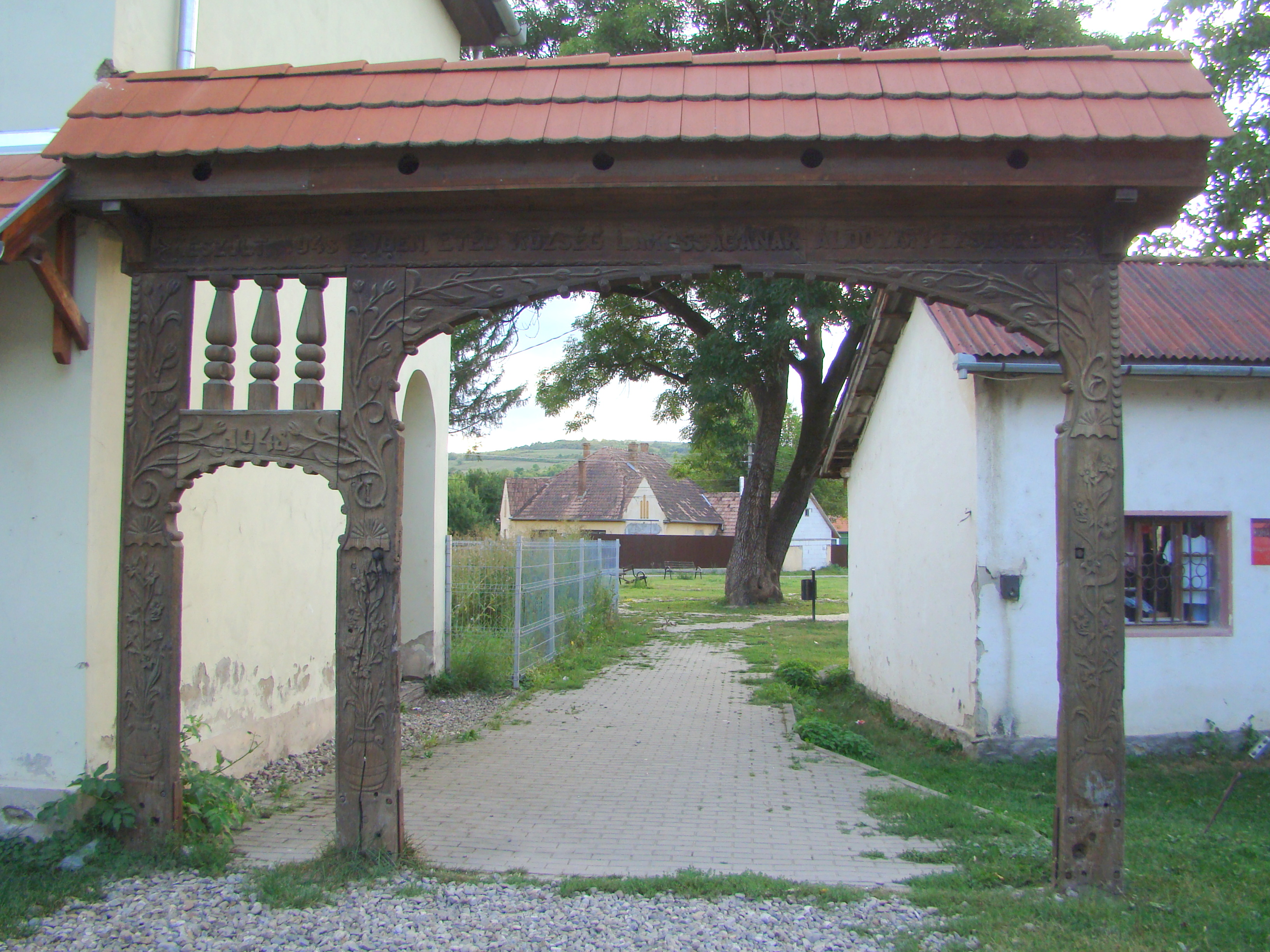
Poarta de lemn a școlii
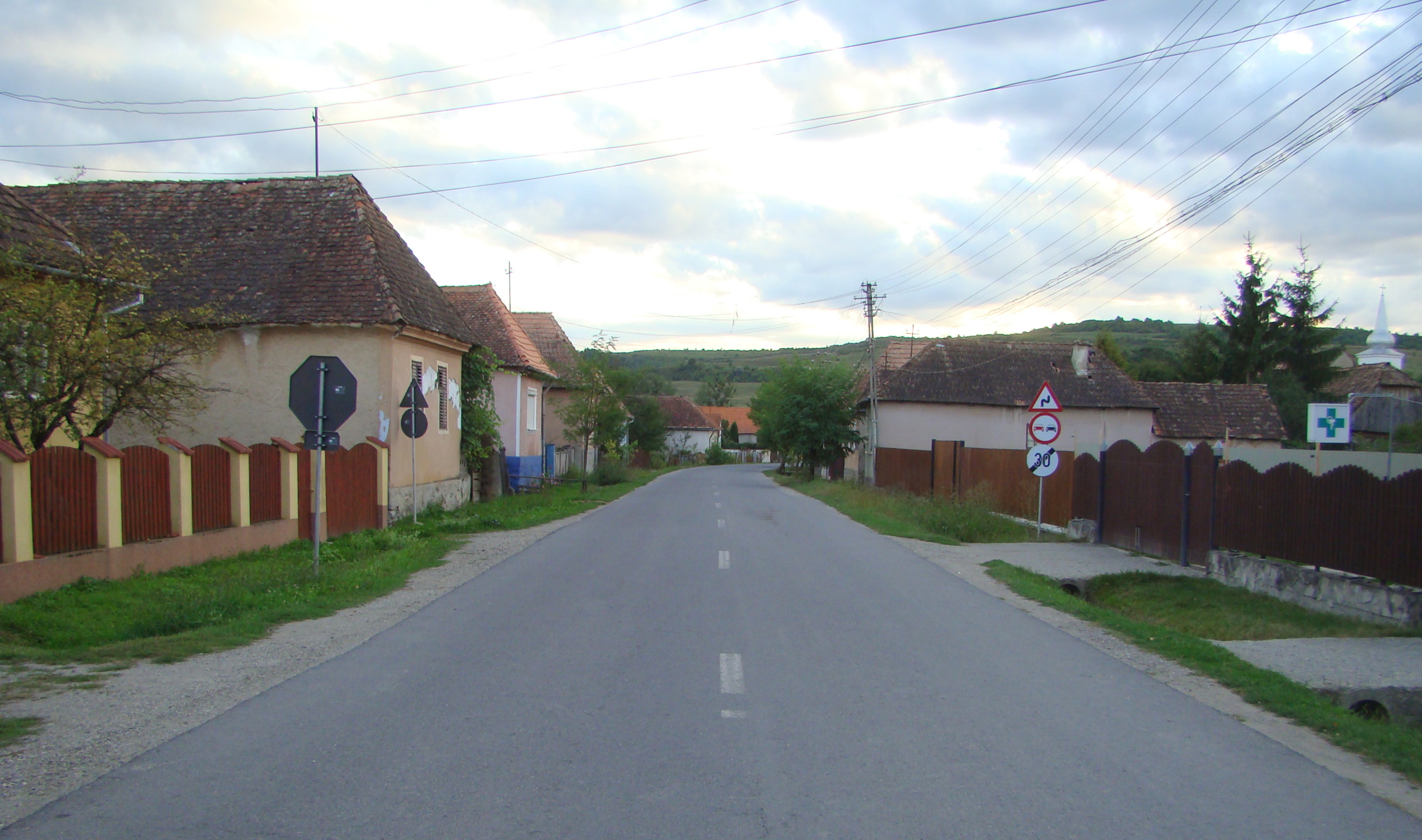
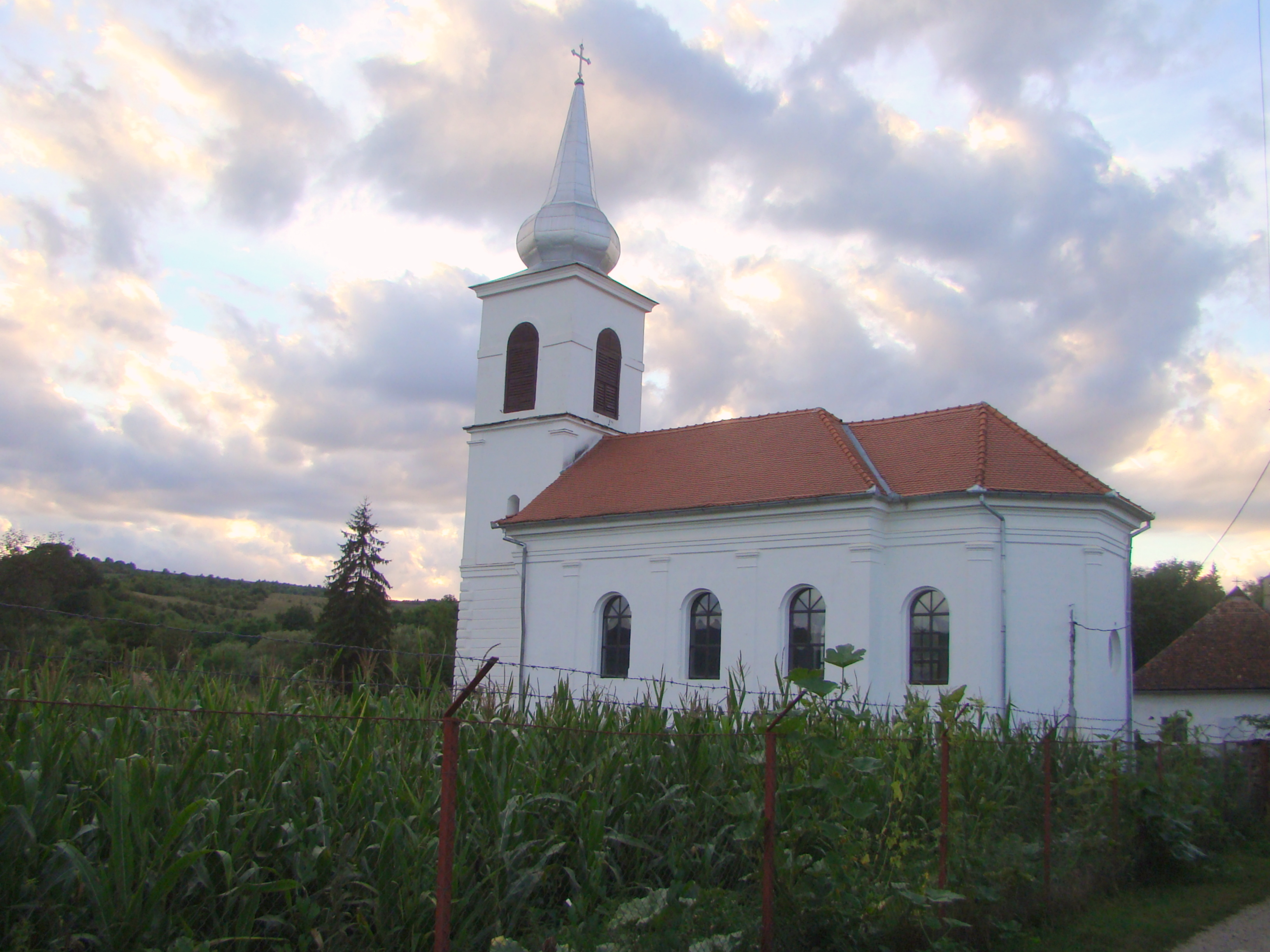
Biserica romano-catolică (1875)
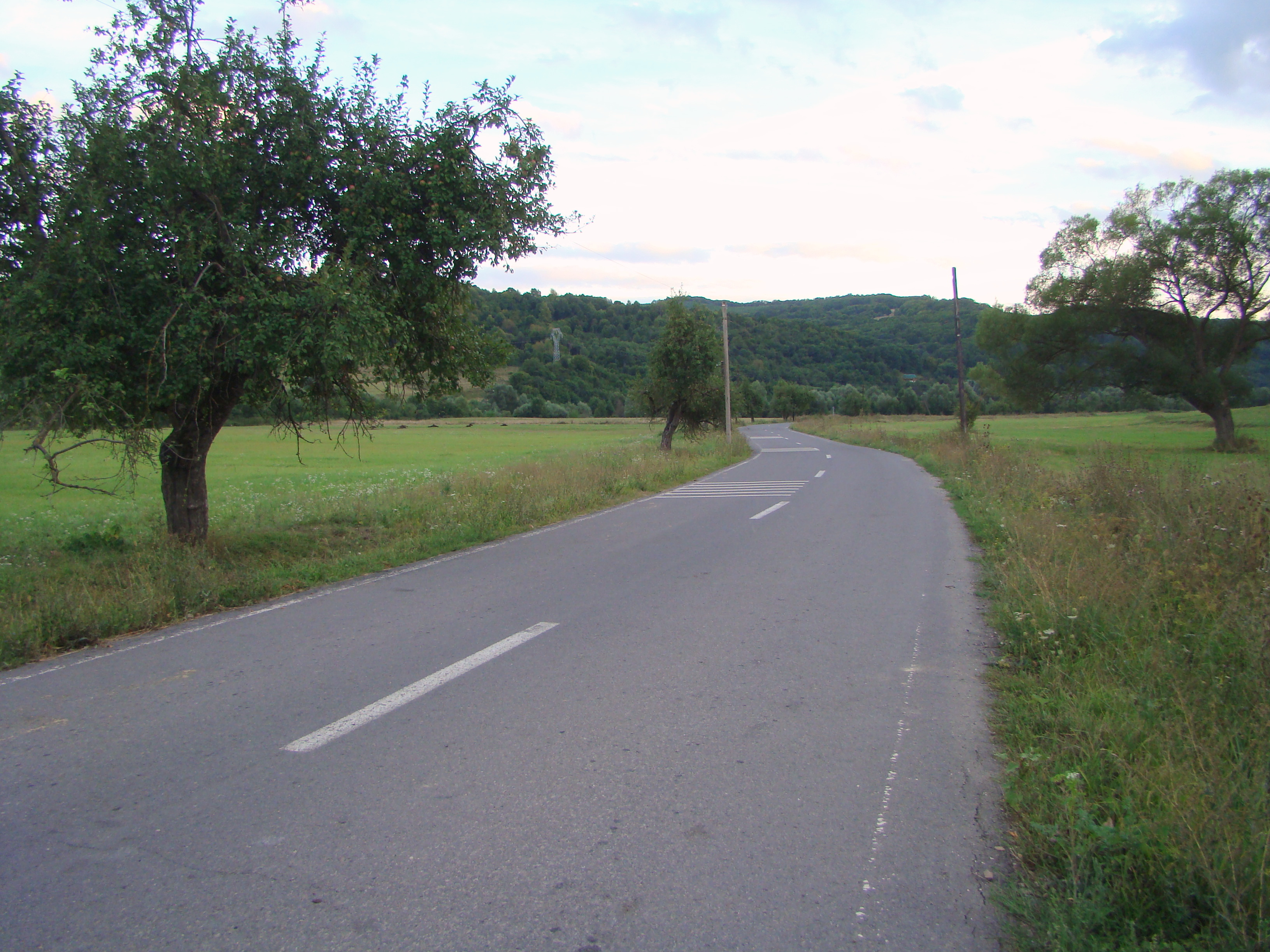
Drumul Atid-Crișeni
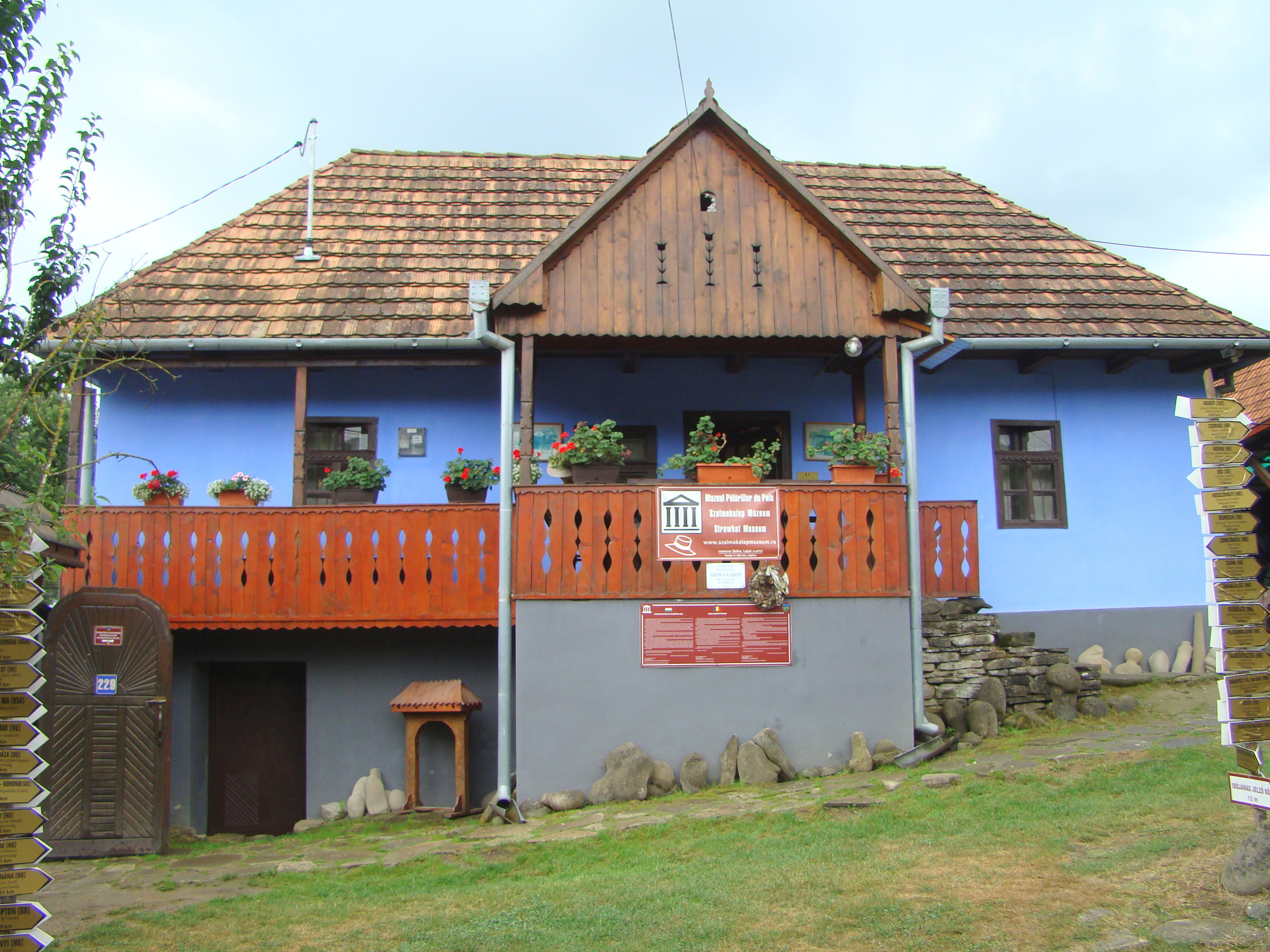
Muzeul pălăriilor de paie din Crișeni
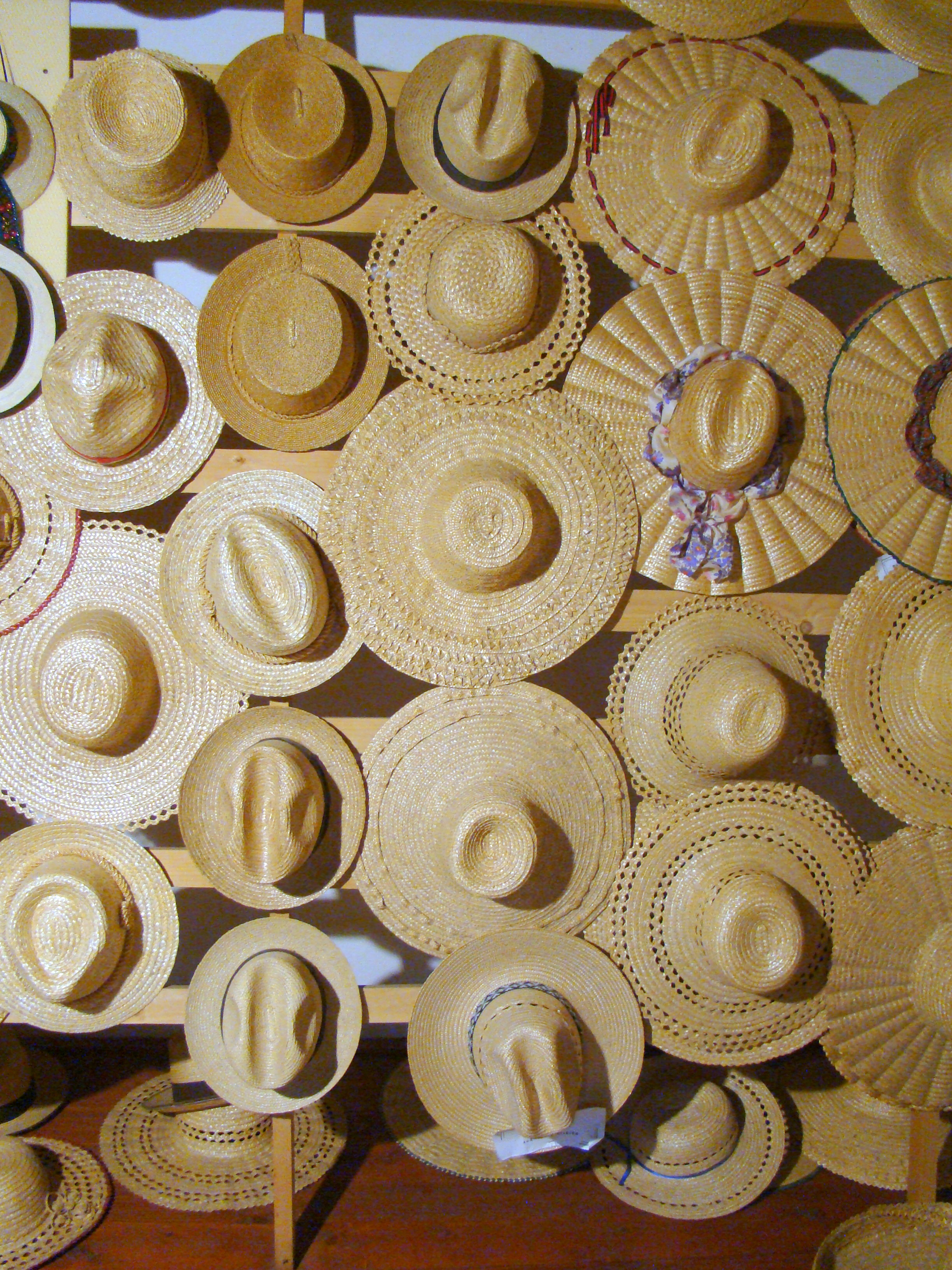
Muzeul pălăriilor de paie din Crișeni
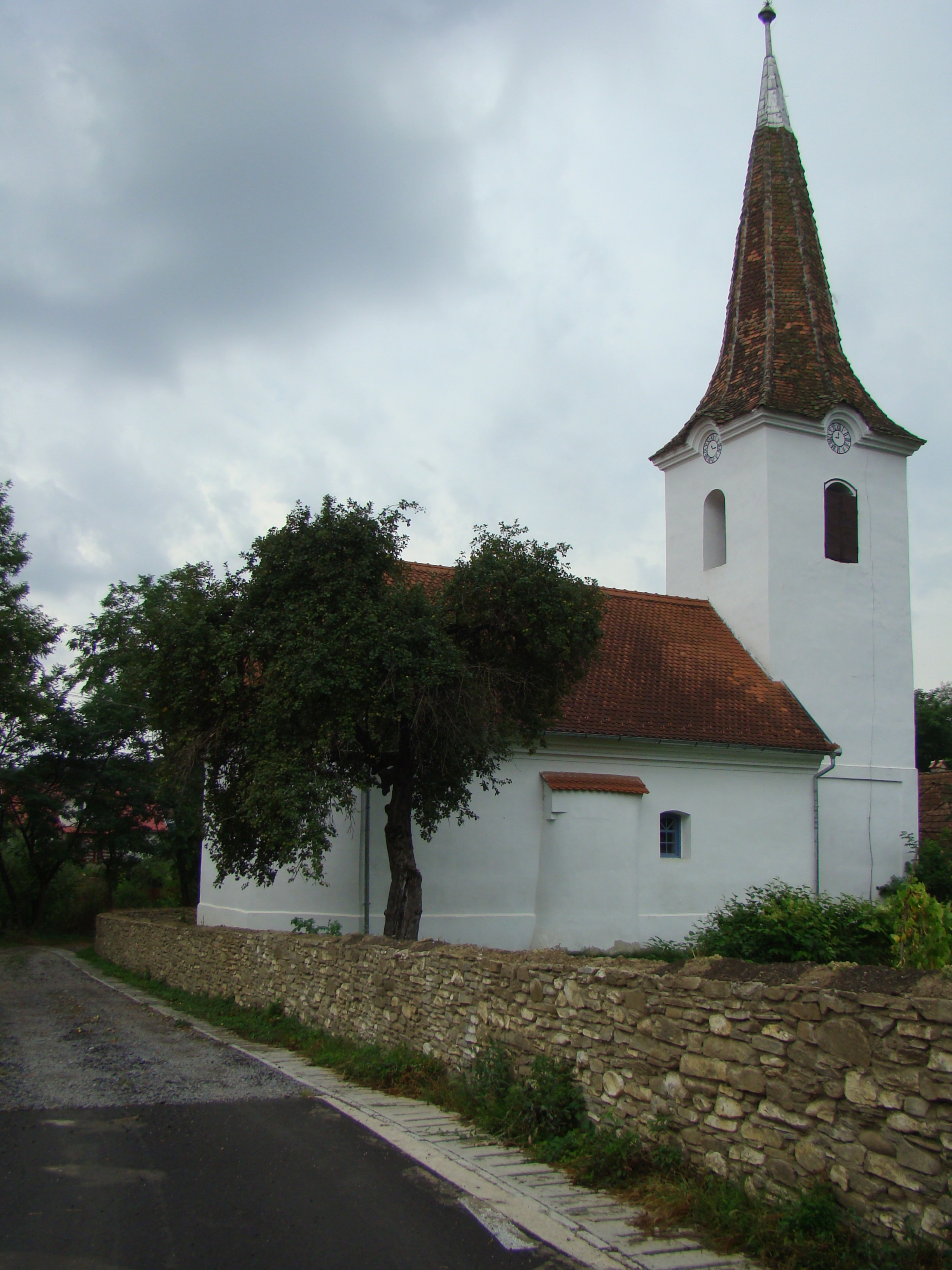
Biserica unitariană din Crișeni (1815)
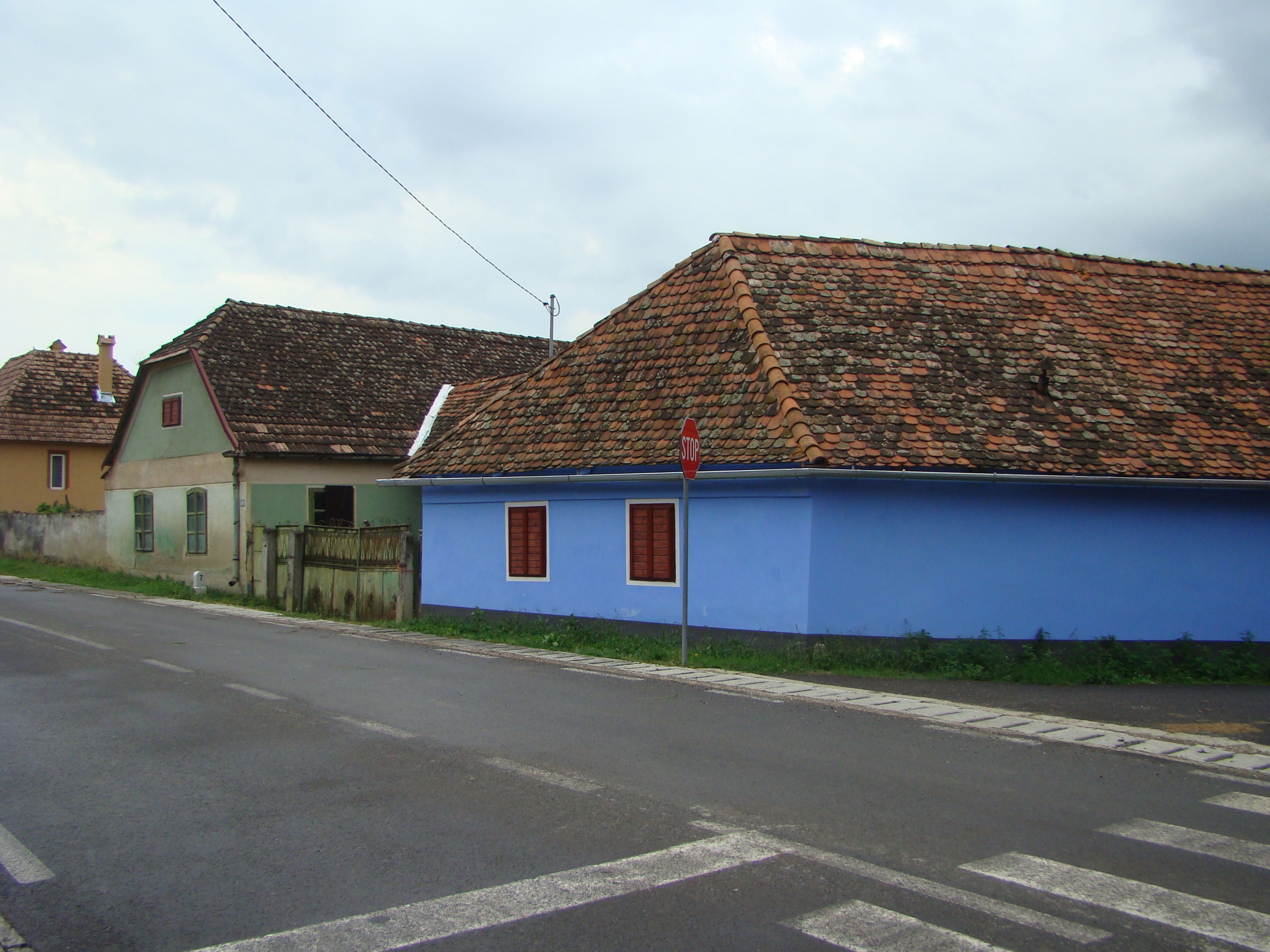
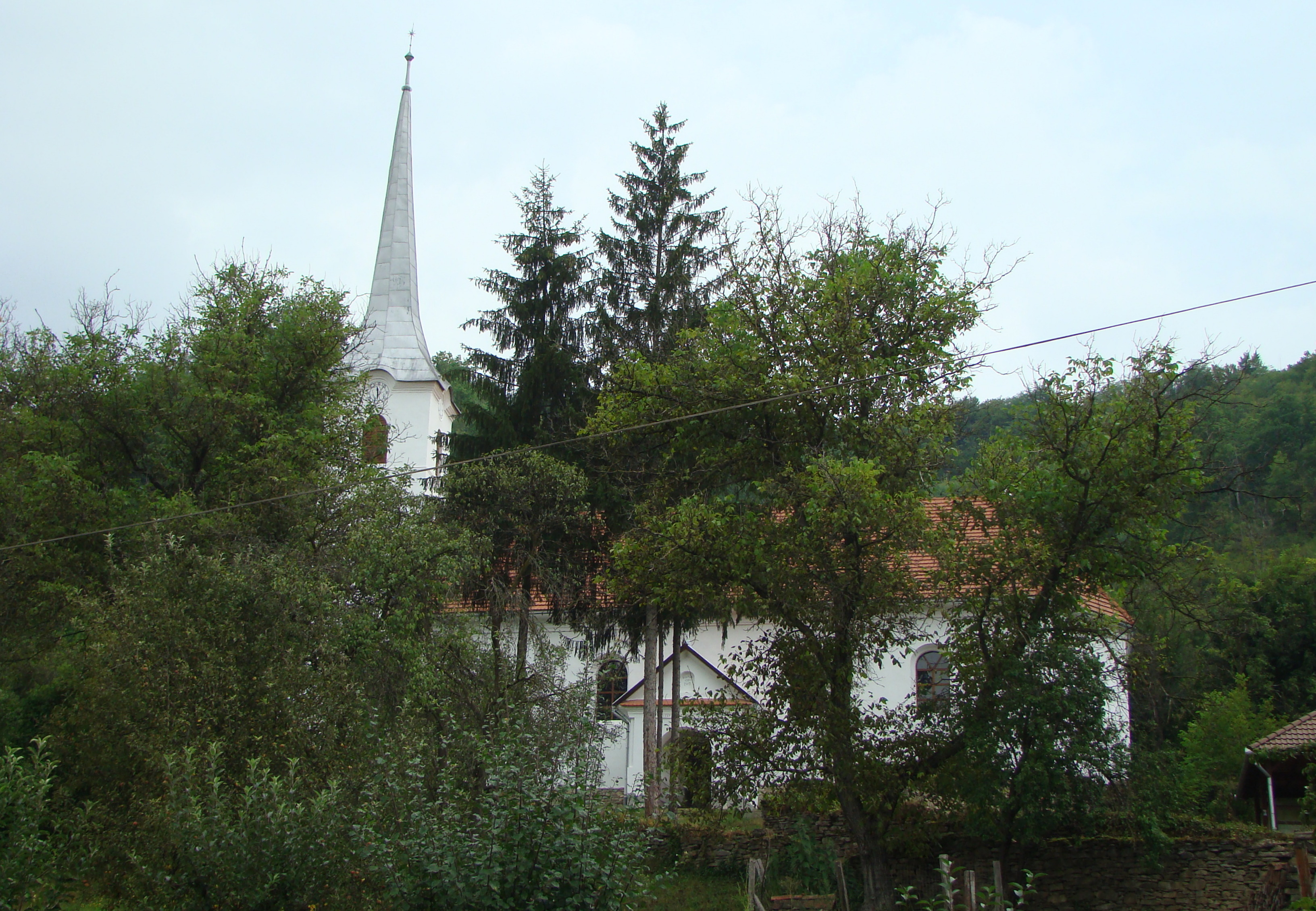
Biserica reformată din Crișeni (1820)
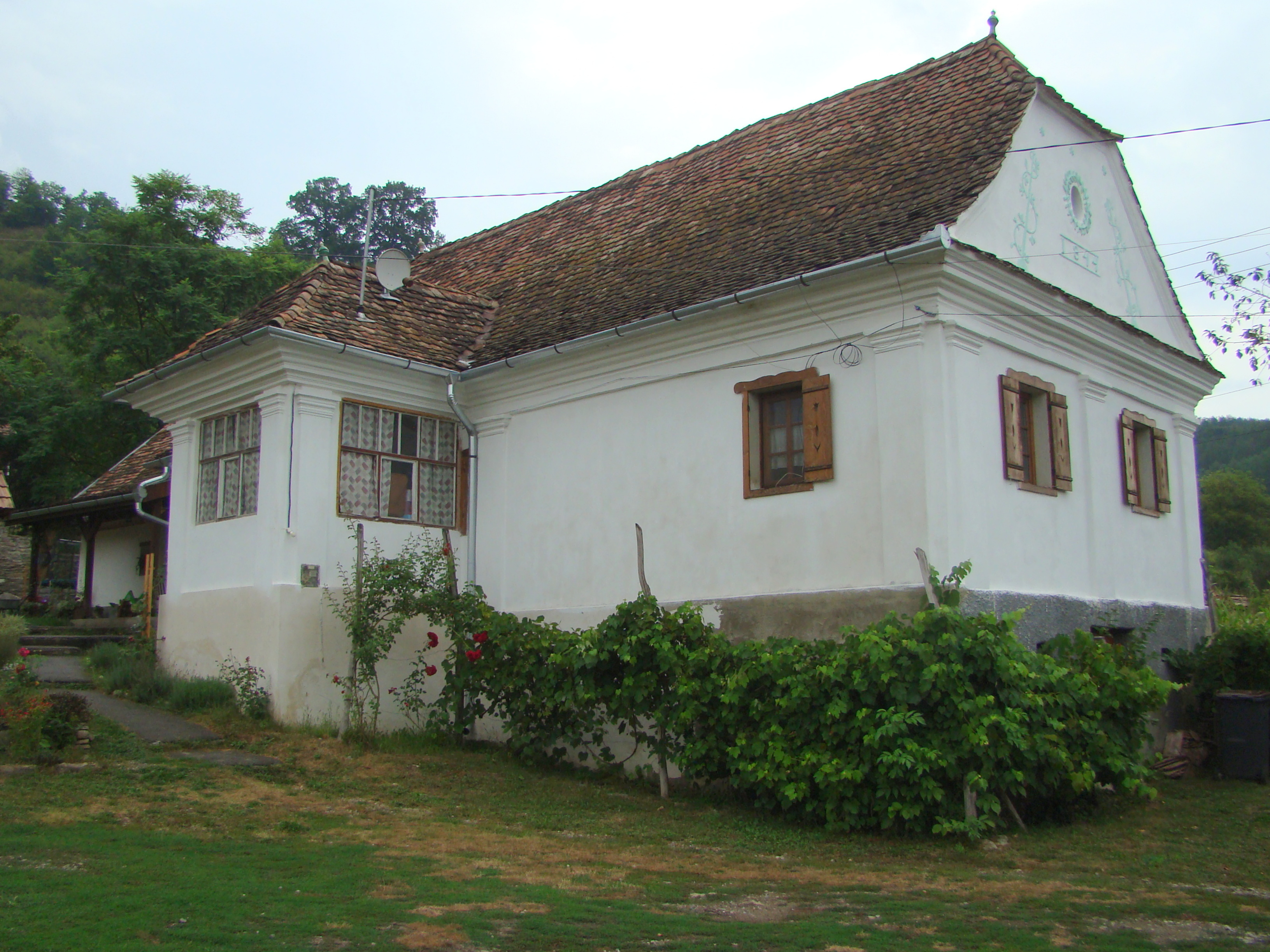
Casa parohială reformată (1844)
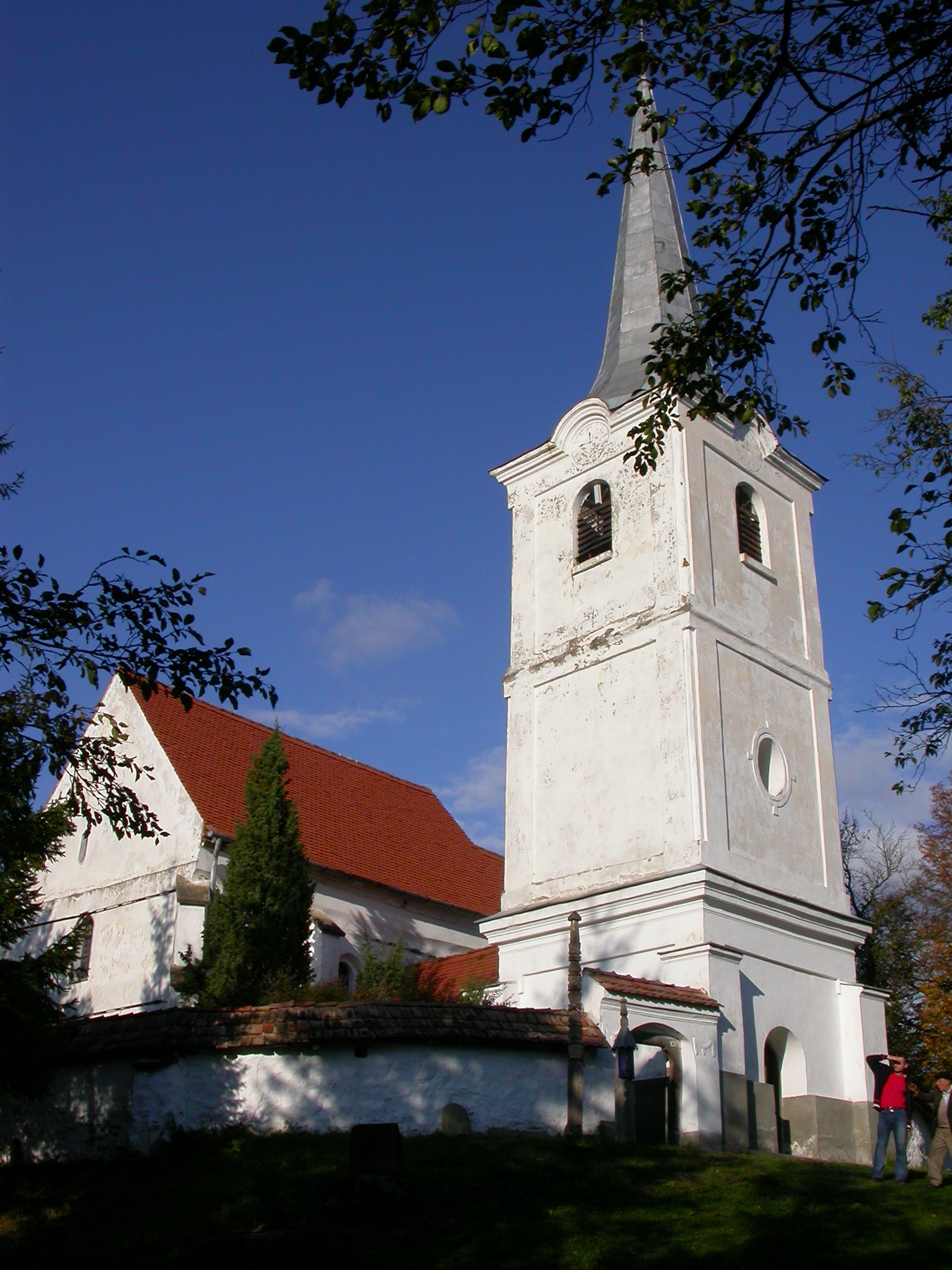
Ansamblul bisericii unitariene din Inlăceni (monument istoric)
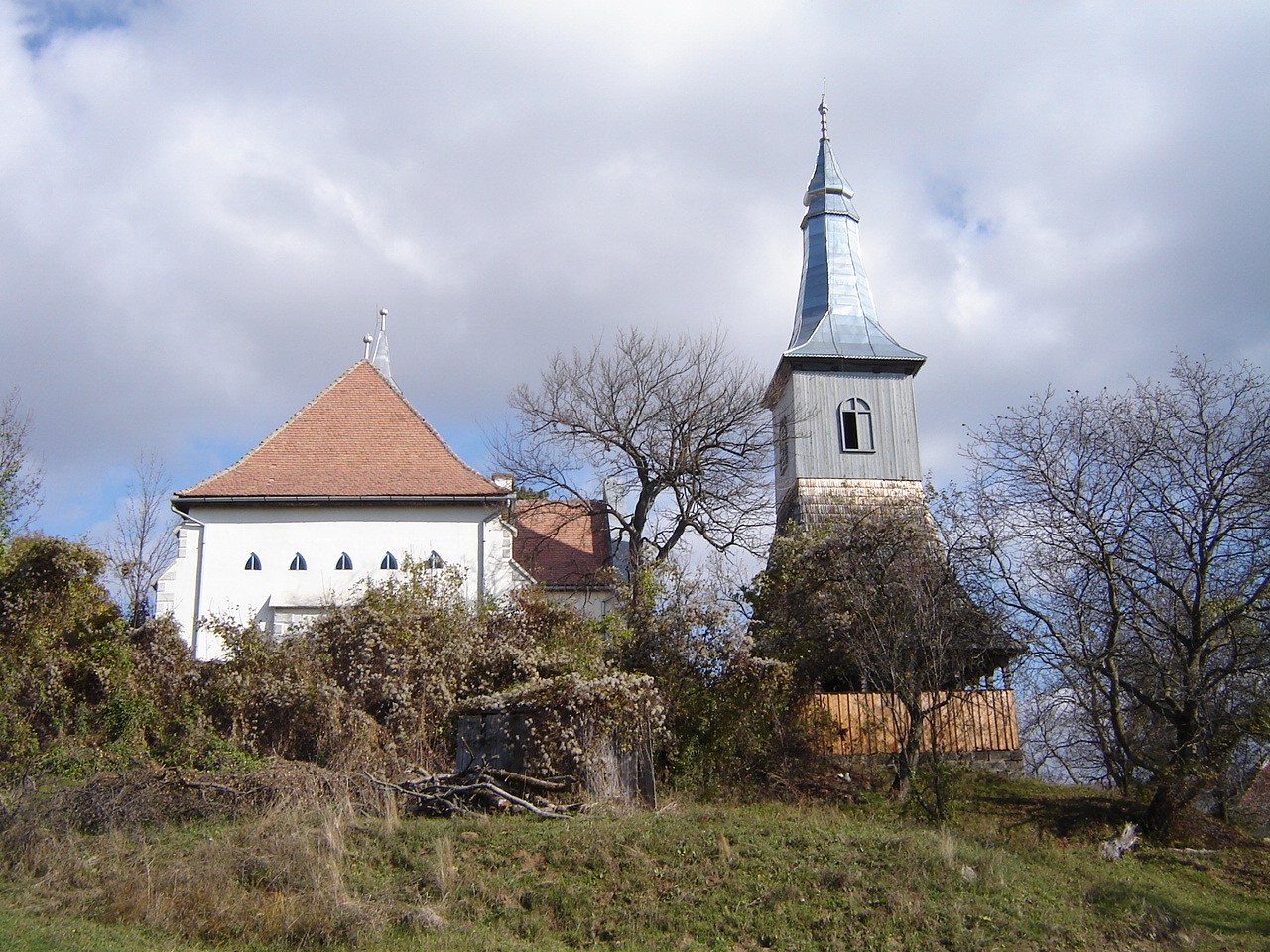
Biserica reformată din Șiclod
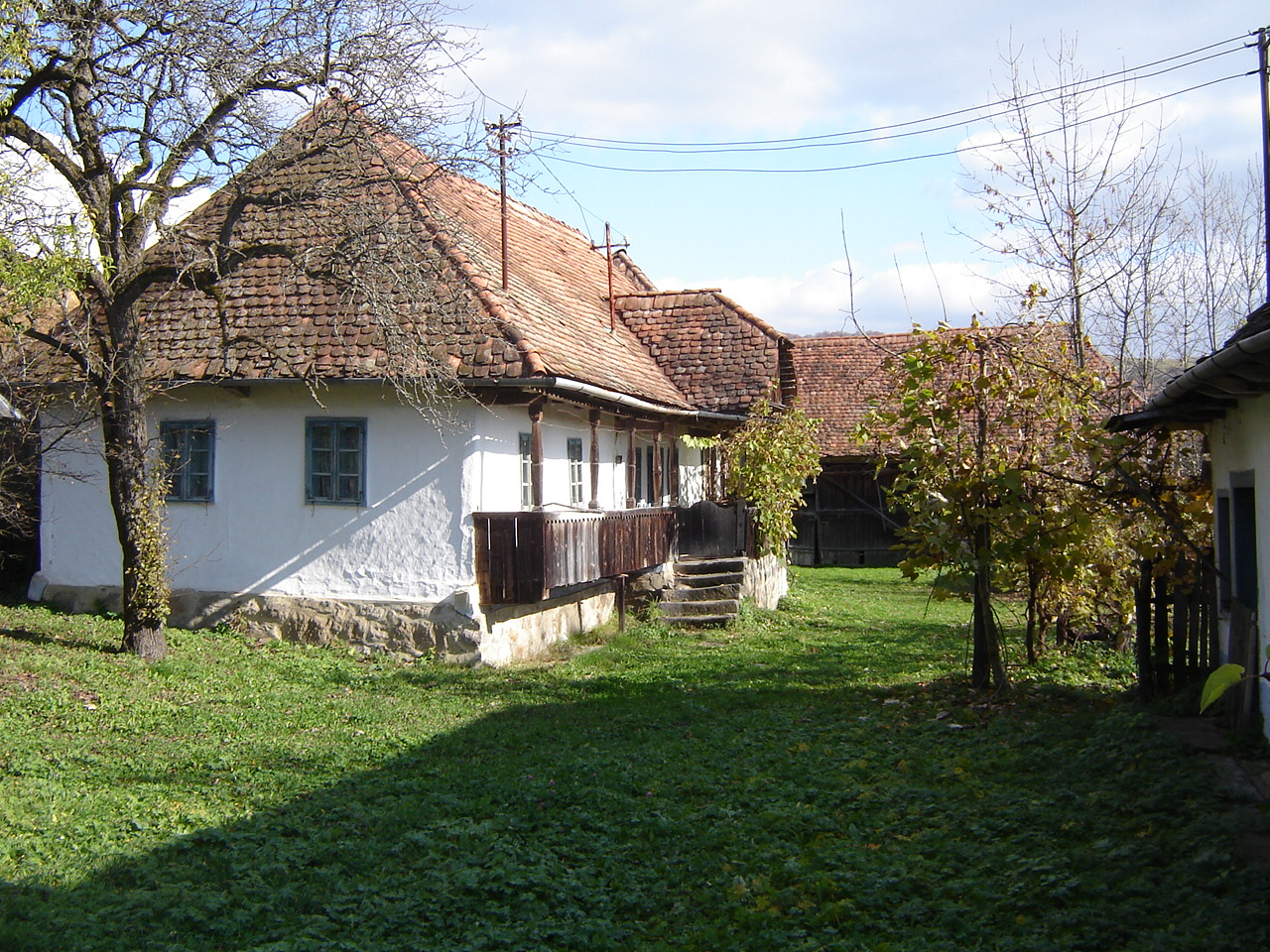
Casă din Șiclod
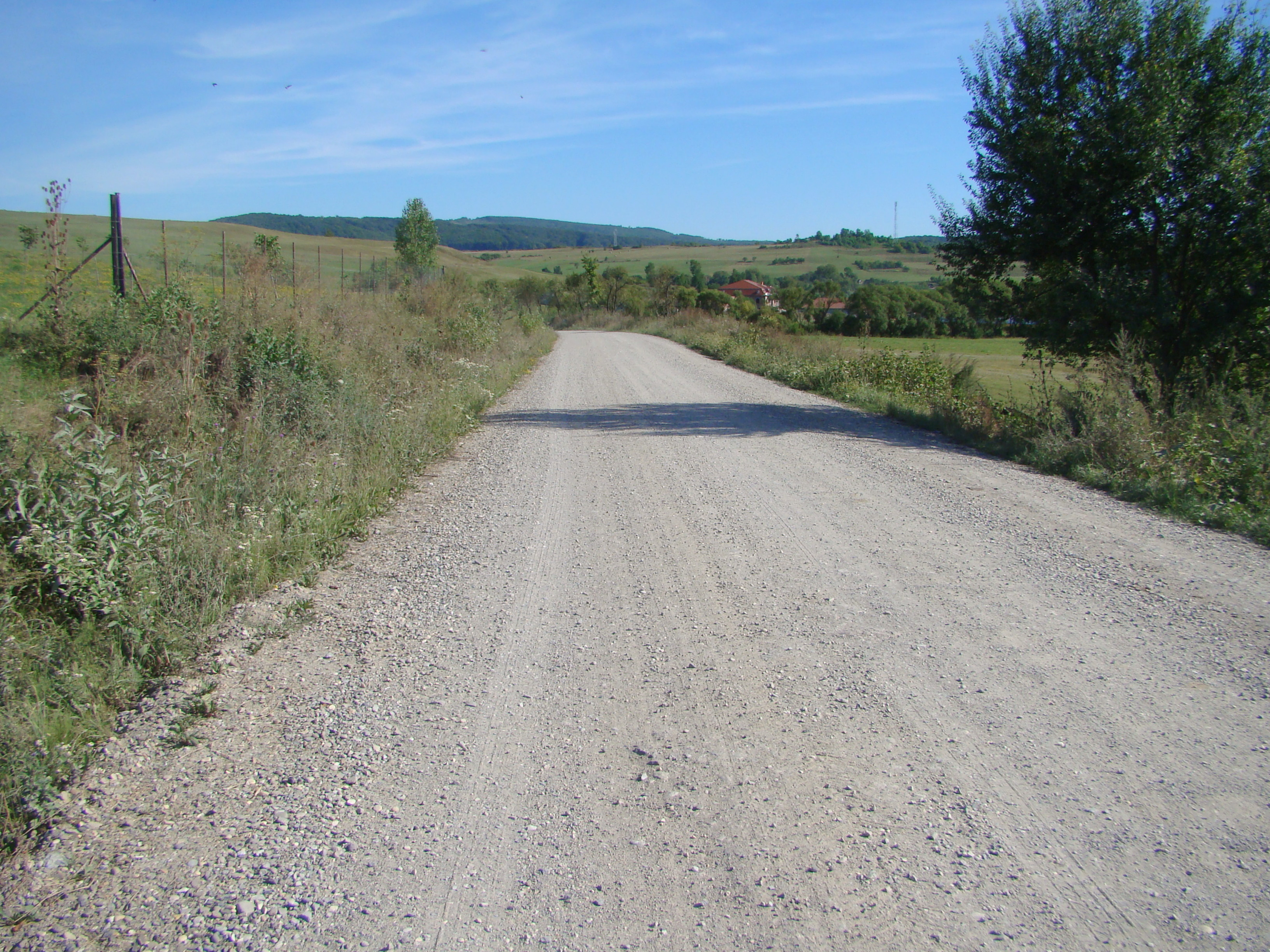
Drumul Atid-Cușmed
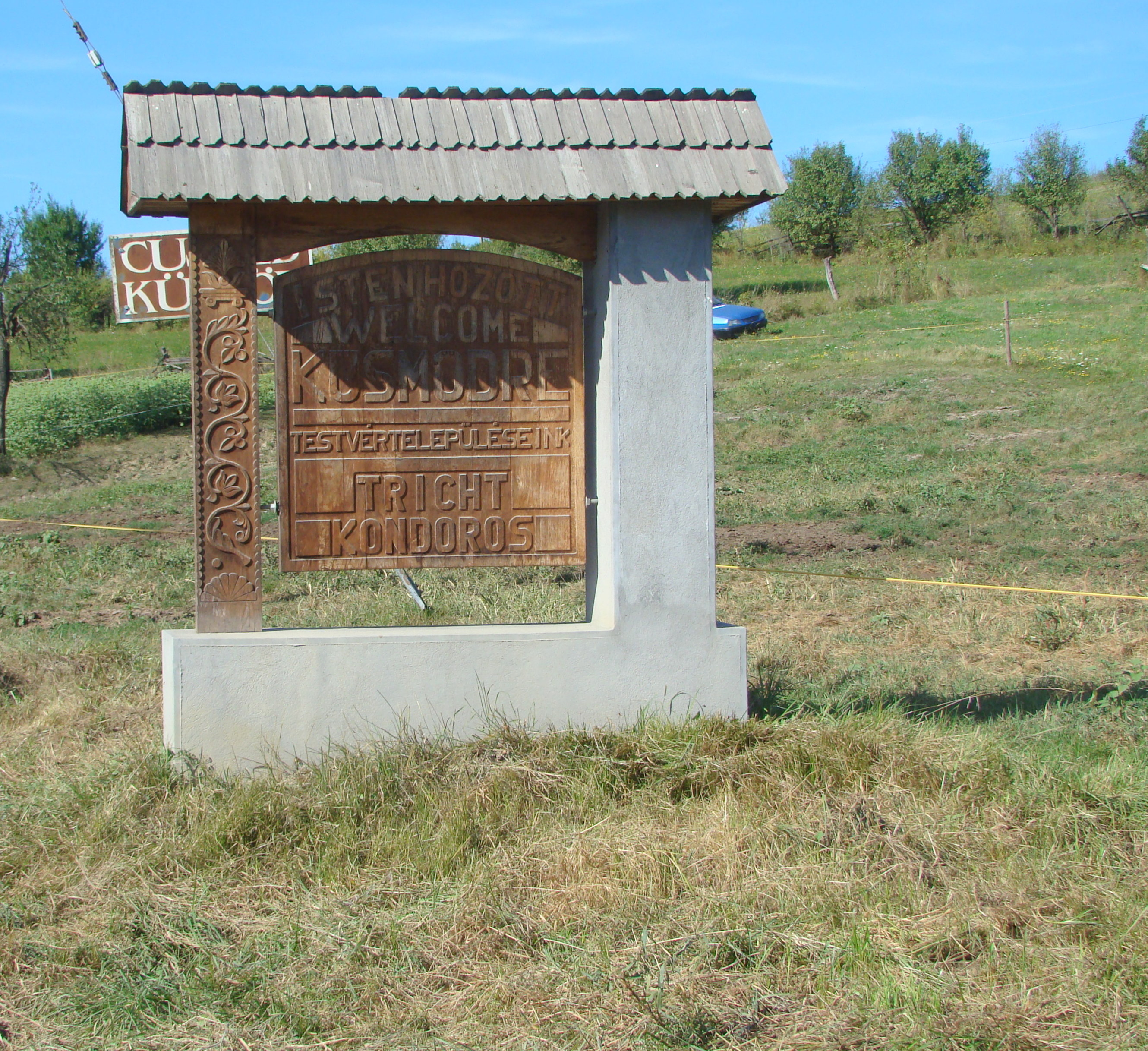
Intrarea în satul Cușmed
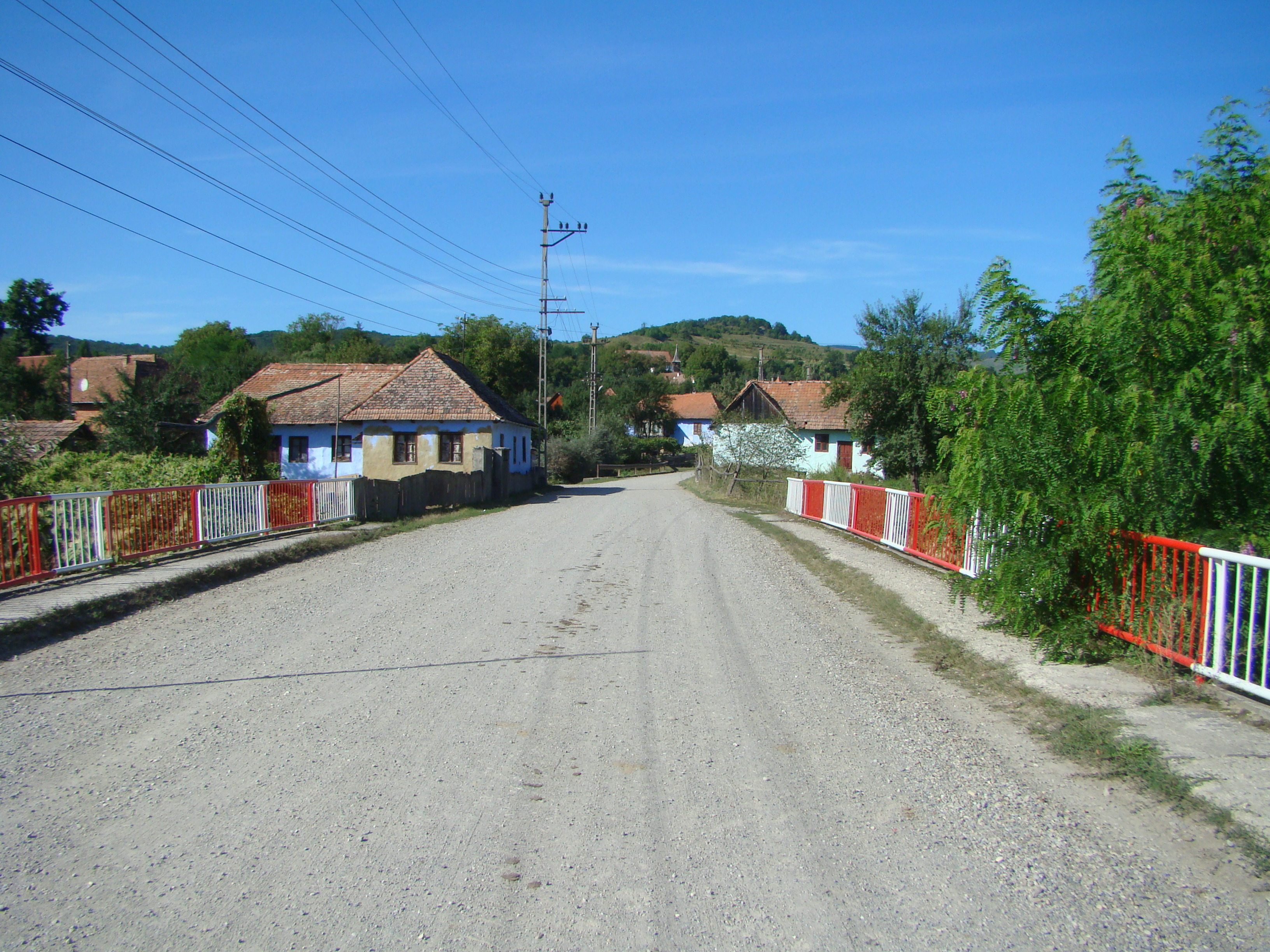
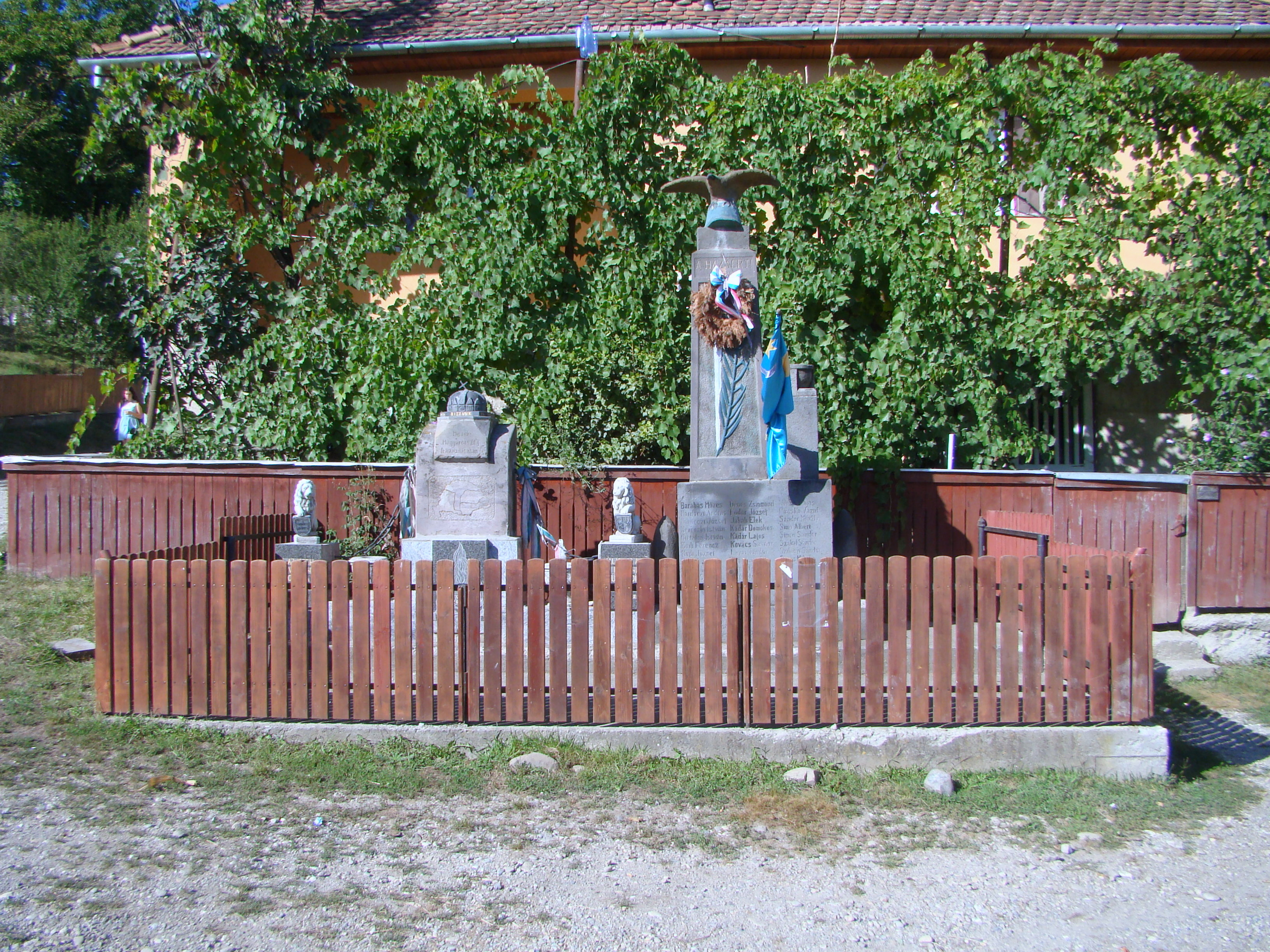
Monumentul eroilor
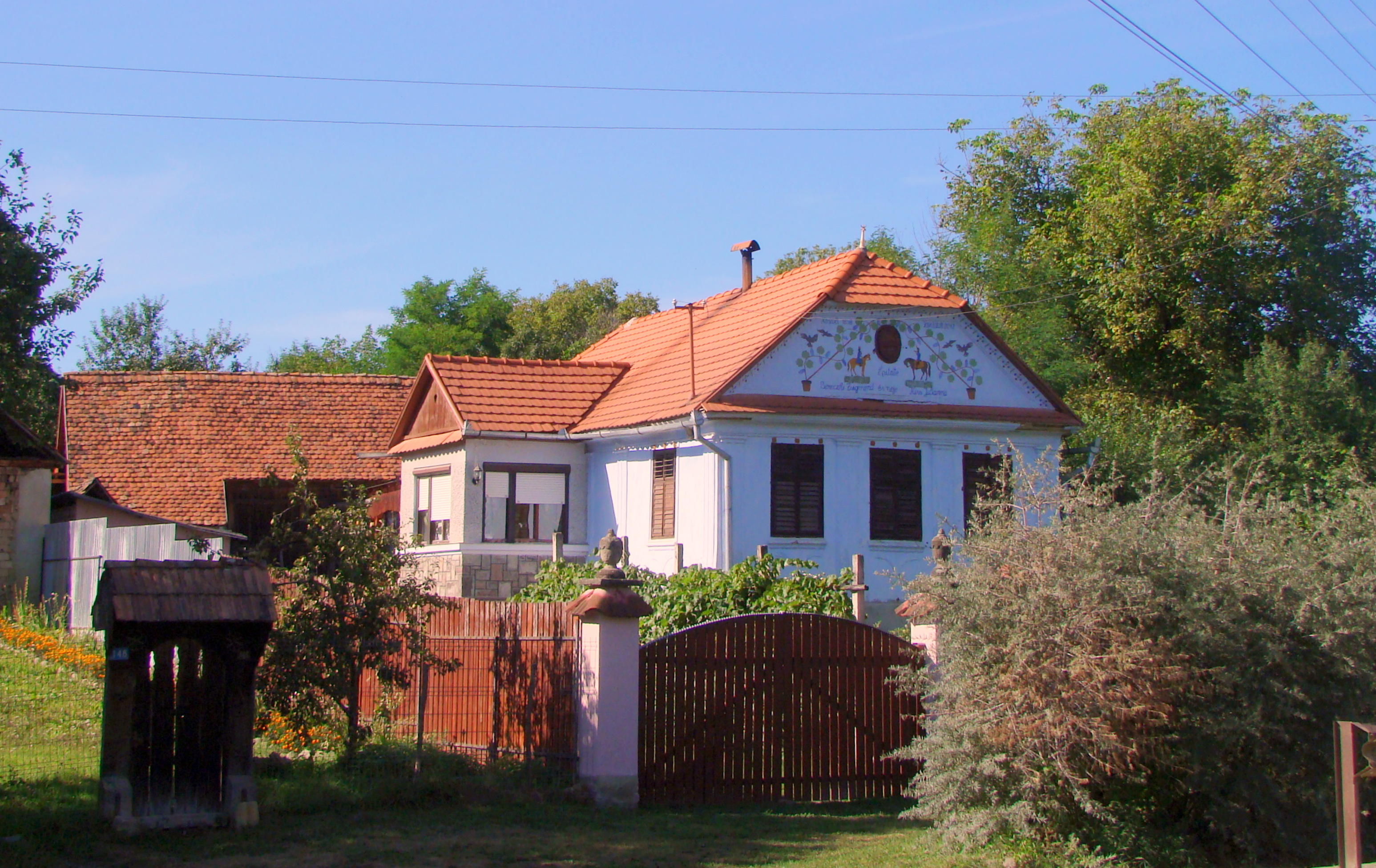
Casa olarului Bereczki Zsigmond (monument istoric)
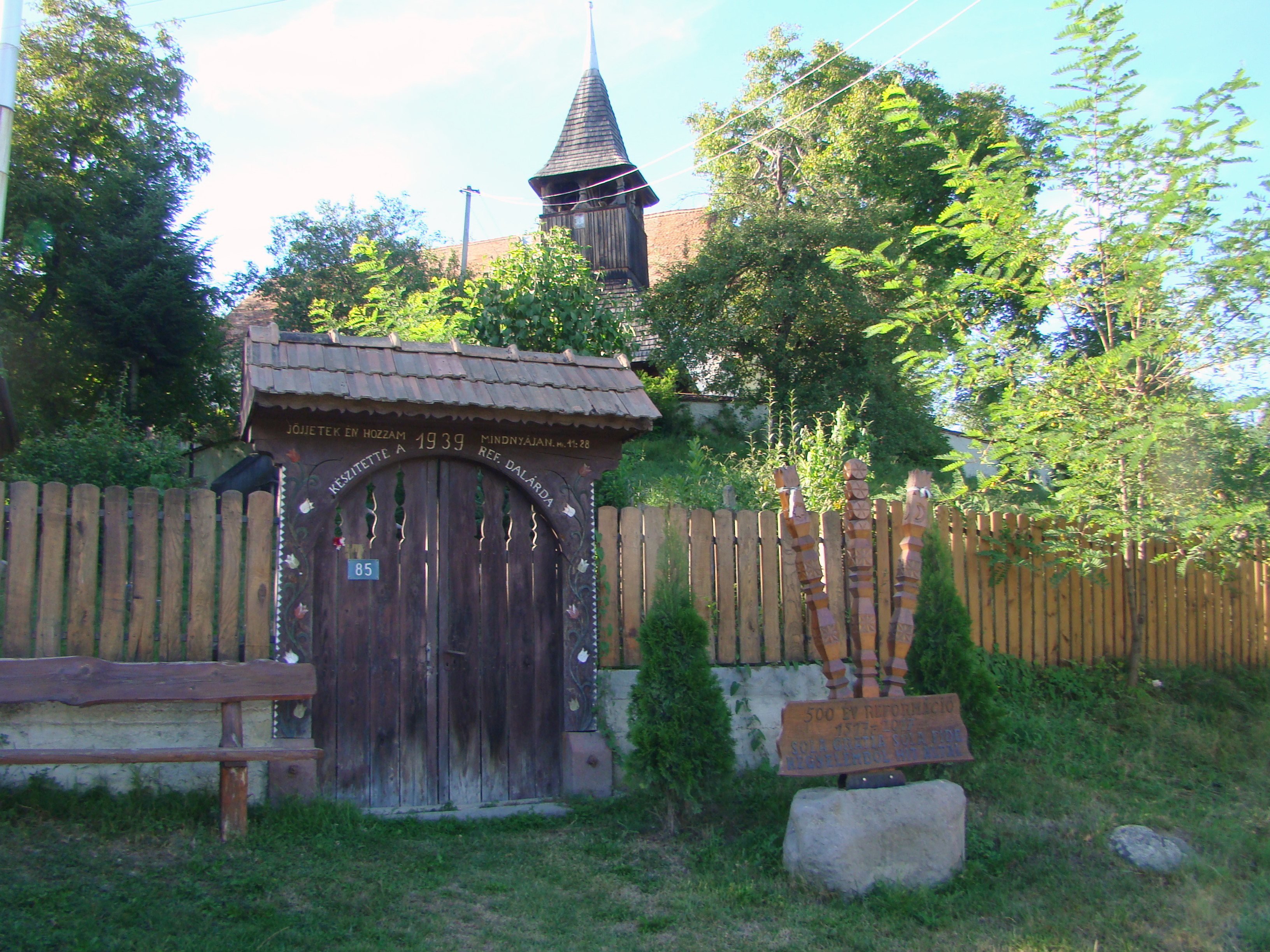
Ansamblul bisericii reformate din Cușmed (monument istoric)
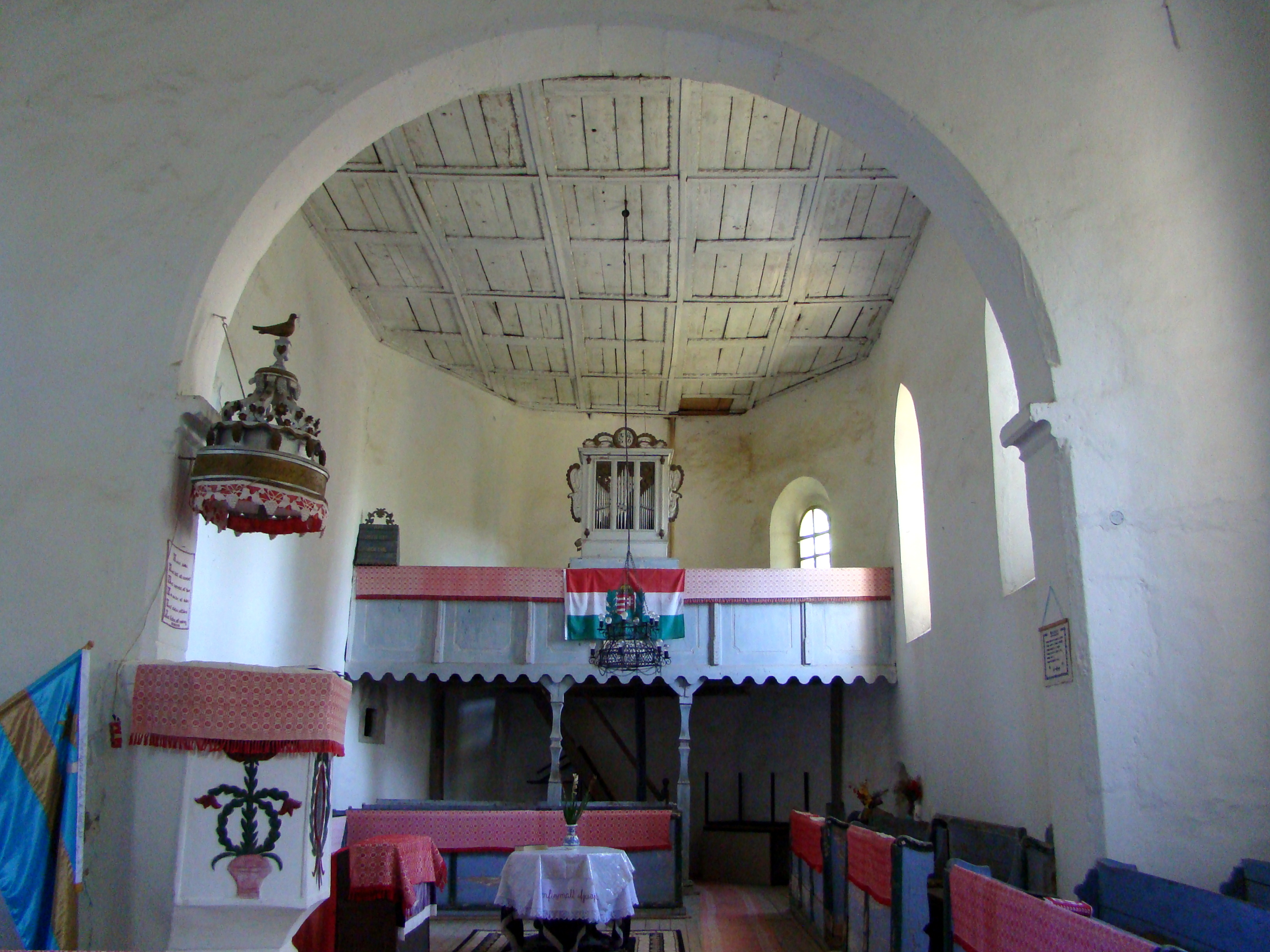
Biserica reformată (monument istoric)
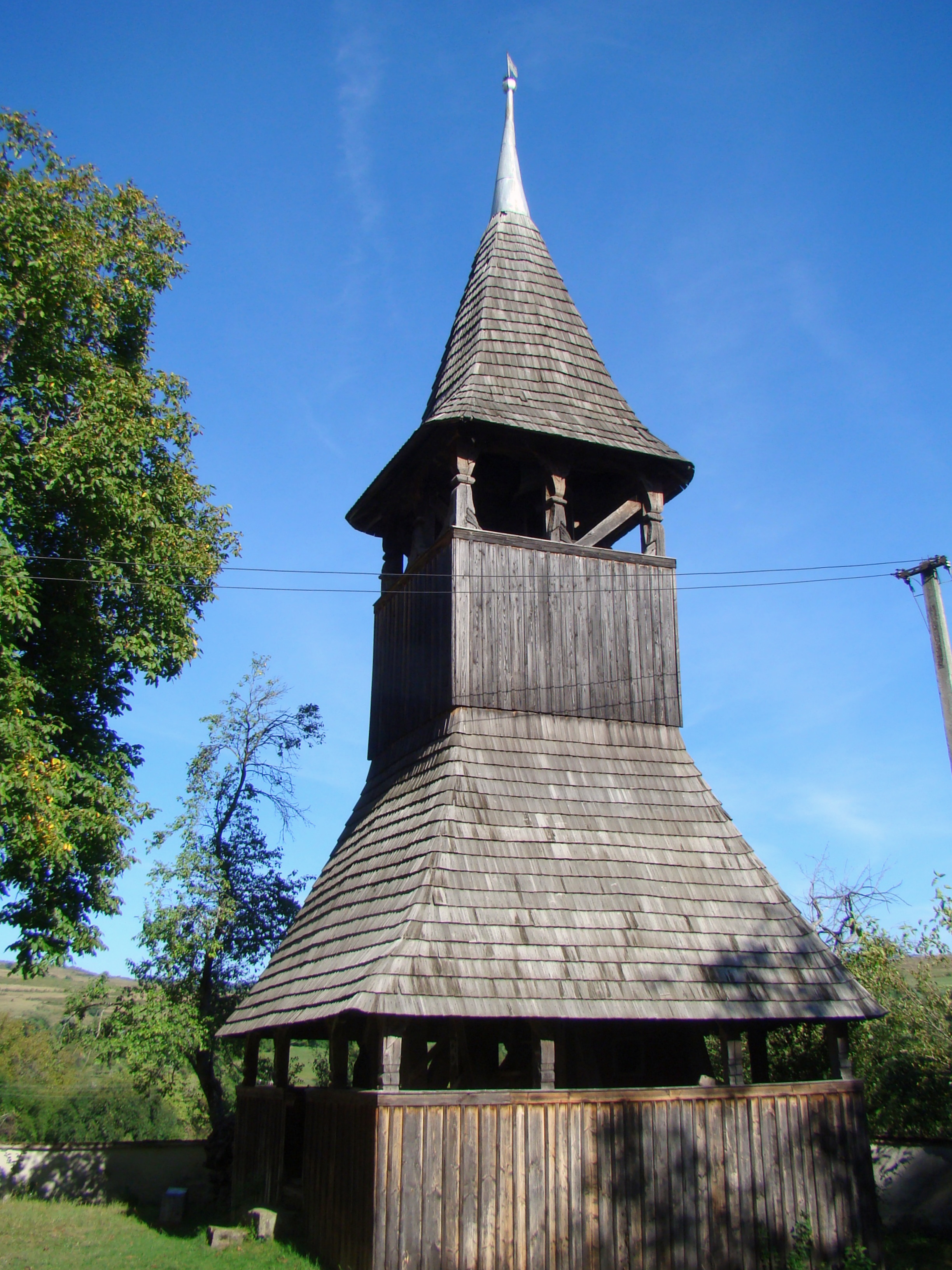
Clopotniţa de lemn (monument istoric)
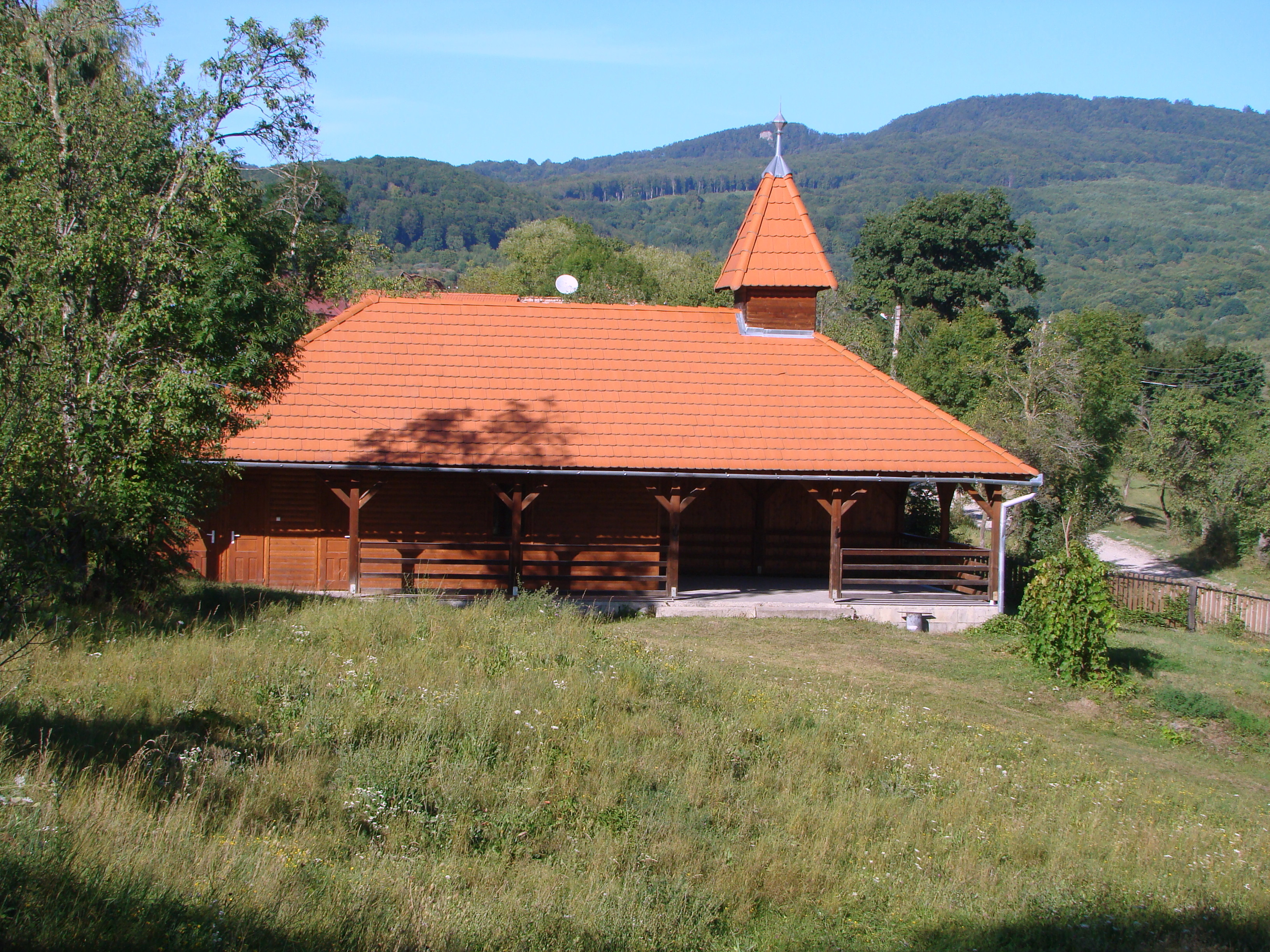
Capela reformată